# AFC 아약스
암스테르담스허 풋볼 클럽 아약스(네덜란드어: Amsterdamsche Football Club Ajax ˈaːjɑks[*]) 혹은 AFC 아약스(AFC Ajax), 아약스 암스테르담(Ajax Amsterdam)은 암스테르담을 연고지로 하는 네덜란드의 프로 축구 클럽이다. 역사적으로 아약스(전설적인 그리스 영웅의 이름을 따 명명)는 네덜란드의 가장 성공적인 클럽으로, 에레디비시를 36회 우승하였고, KNVB컵을 20회 우승하였다. PSV 에인트호번과 페예노르트와 더불어, 이 클럽은 네덜란드 축구를 지배한 "빅3"를 형성하며, 1부 리그에서 강등된 적이 없는 3팀 중 하나이다.
아약스는 세계에서 가장 성공적인 클럽들 중 하나이다; IFFHS에 의하면, 아약스는 20세기에 7번째로 성공적인 유럽 클럽이다. 이 클럽은 유러피언컵의 영구 소유 유럽 챔피언 클럽 컵을 가진 5개의 클럽들 중 하나로, 명예 배지를 착용할 권한도 가지고 있다. 아약스는 1971년부터 1973년까지 연속으로 유러피언컵을 제패하였다. 1972년에는 에레디비시, KNVB컵, 그리고 유러피언컵을 우승하며 대륙 트레블을 달성하였다. 아약스가 획득한 마지막 국제대회 트로피는 1995년 인터콘티넨털컵과 결승전에서 밀란을 격파하고 획득한 UEFA 챔피언스리그 1994-95의 우승 트로피이다. 아약스는 유벤투스와의 UEFA 챔피언스리그 1995-96 결승전에서 승부차기 끝에 패하였다. 아약스는 대륙 트레블과 인터콘티넨털컵 우승을 같은 해에 달성한 3팀 중 하나이다. 이 업적은 1971-72 시즌에 달성하였다. 아약스는 유벤투스, 바이에른 뮌헨, 그리고 첼시와 더불어 3개의 UEFA 주요 클럽 대회에서 모두 우승을 차지한 적이 있는 네 클럽들 중 하나이다. 아약스는 인터콘티넨털컵을 두 차례 우승하였고, 1991-92년 UEFA컵도 우승하였으며, 1962년에는 UEFA 인터토토컵의 전신인 칼 라판 컵도 우승하였다. 아약스의 홈구장은 1996년에 개장한 요한 크라위프 아레나이며 그 이전에는 더 메이르 스타디온과 암스테르담 올림픽 경기장 (국제 경기)에서 홈경기를 개최했다.

## 역사
아약스는 1900년 3월 18일, 암스테르담에서 창단되었다. 1911년, 클럽은 네덜란드 1부 리그에 승격되었으며, 1917년에 네덜란드 국가 컵대회인 KNVB 베커를 우승하면서 처음으로 주요 대회에서 우승하였다. 다음 시즌, 아약스는 처음으로 리그에서 우승을 차지하였다. 클럽은 1918-19 시즌에 리그를 우승하였으며, 네덜란드 축구 리그 선수권에서 무패우승을 거둔 유일한 팀이 되었다.
1920년대에 아약스는 지역 강호였으며, 서부 에이르스터 클라세를 1921년, 1927년과 1928년에 우승하였으나, 이러한 성공을 국가 단위 대회에서 거두지는 못하였다. 1930년대로 넘어가면서 위상이 변하였고, 클럽은 5차례 리그를 우승 (1930-31, 1931-32, 1933-34, 1936-37, 1938-39) 하였으며, 이 시기에 가장 성공적인 네덜란드 팀으로 비상하였다. 아약스는 1942-43 시즌에 두 번째 KNVB컵을 우승하였고, 1917년 KNVB컵 우승 당시부터 3차례나 클럽을 지휘했던 잉글랜드의 잭 레이놀드가 맡은 마지막 시즌인 1946-47 시즌에는 8번째 리그 우승을 거두었다.
1956년, 새 프로 리그인 에레디비시가 출범하였고, 에레디비시 첫 시즌에 아약스는 원년 멤버로 참가하였다. 암스테르담 연고의 클럽은 이 새로 출범한 리그의 초대 우승팀이 되었고, 이듬해에는 유러피언컵에 데뷔하였으나, 8강에서 헝가리 챔피언 버셔시에게 합계 2-6으로 패하였다. 팀은 1959-60 시즌에 또다시 에레디비시 우승을 차지하였고, 1961년에는 3번째 KNVB컵 우승을 거두었다.

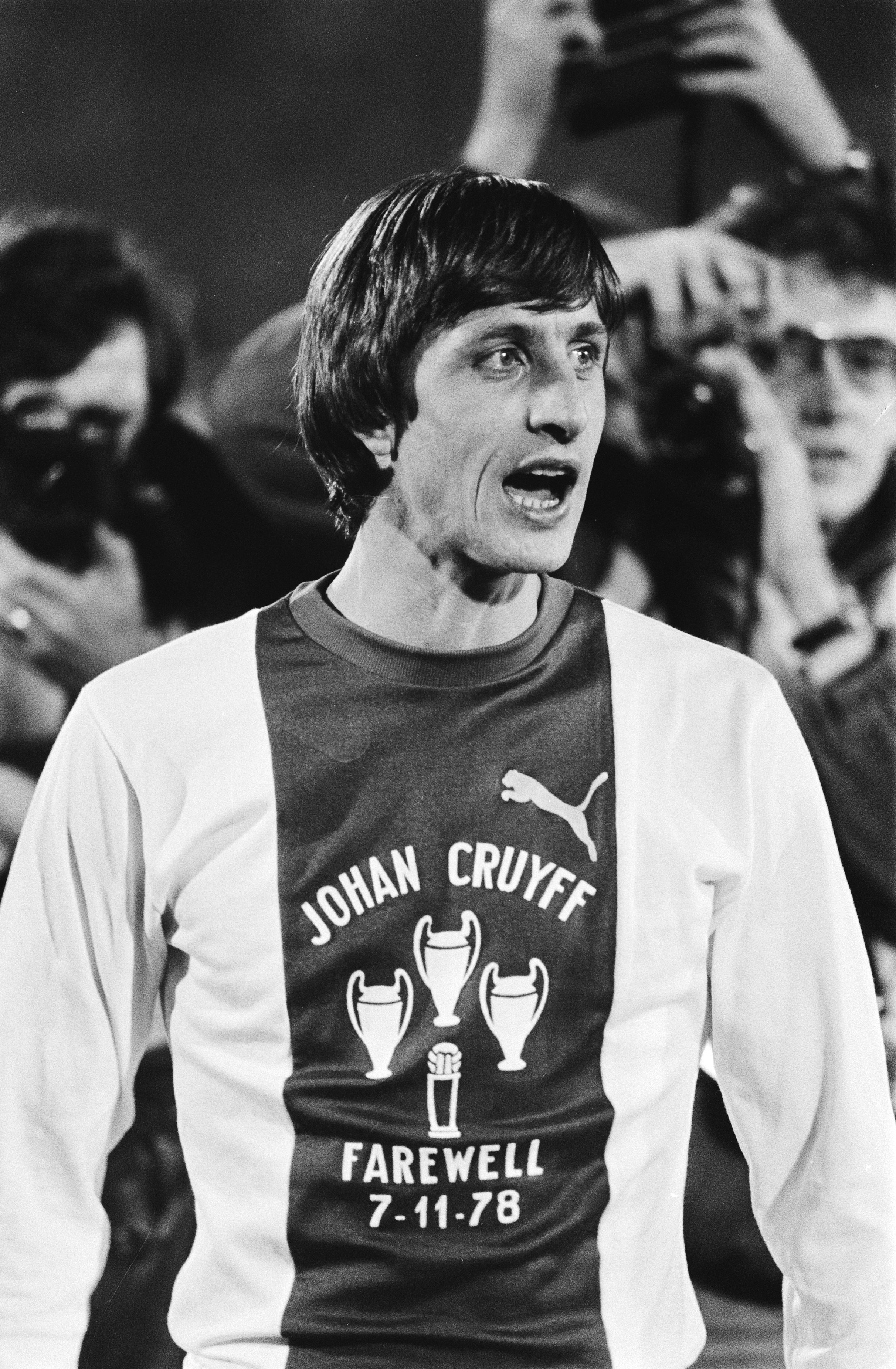
요한 크라위프는 아약스에서 1959년부터 1973년까지, 또 1981년부터 1983년까지 활약하며 3번의 유러피언컵을 우승하였다; 그의 등번호였던 14번은 아약스가 영구 결번시킨 유일한 번호이다. 크라위프는 1985년에 클럽에 돌아와 1988년까지 감독을 역임하였다.

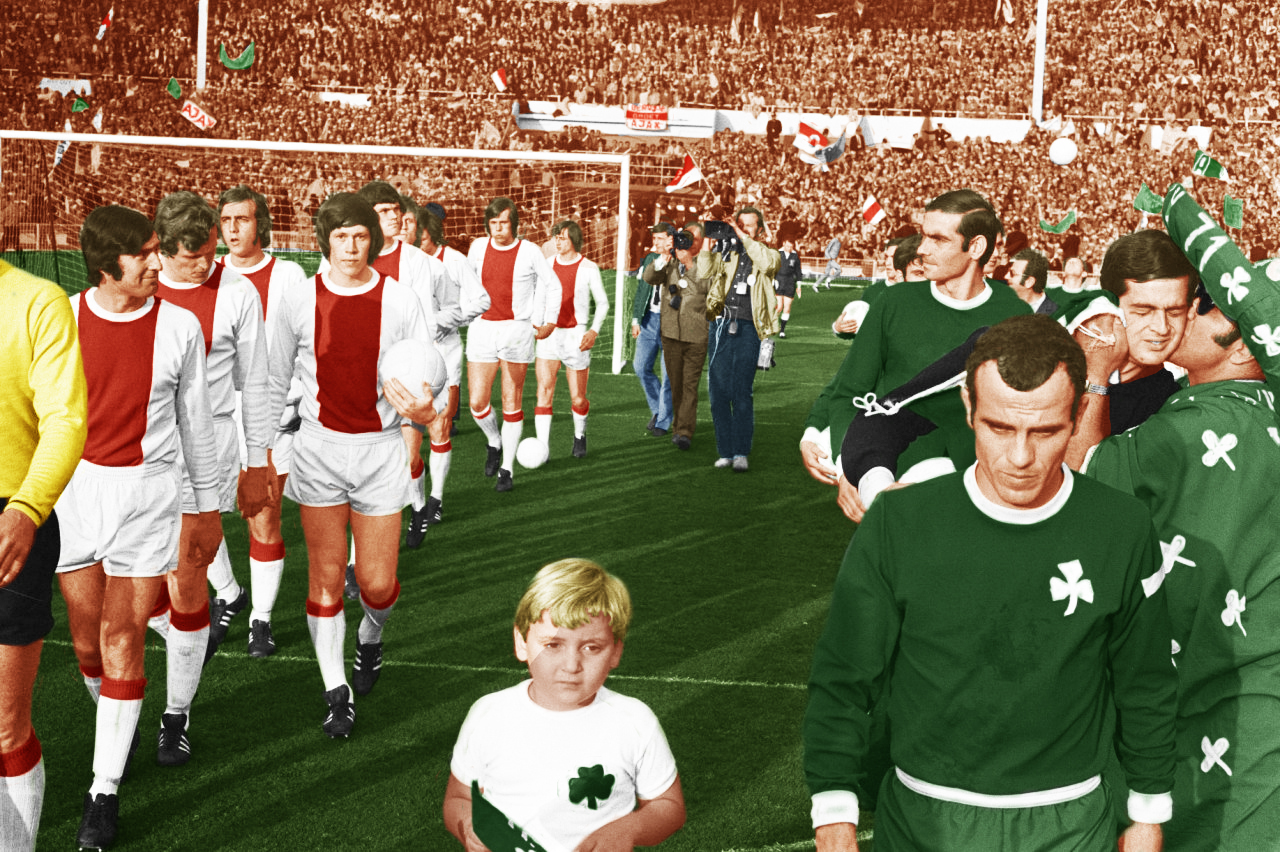
파나티나이코스를 상대한 1971 유러피언컵 결승전

1946년부터 1958년까지 클럽에서 선수로 활약하였던 리뉘스 미헐스는 1965년에 아약스 감독으로 부임하였고, 아약스와 네덜란드 축구 국가대표팀의 대명사가 된 그의 토털 풋볼 철학을 주입시켰다. 그로부터 1년 전, 네덜란드 역사상 최고의 선수로 회자될 요한 크라위프가 데뷔하였다. 미헐스와 크루이프의 협력으로 아약스는 클럽 역사상 황금기를 맞이하였는데, 이 시기에 클럽은 7차례의 에레디비시, 4번의 KNVB컵, 3번의 유러피언컵 우승을 차지하였다.
아약스는 1965-66, 1966-67, 그리고 1967-68 시즌의 에레디비시 우승을 거두었고, 1969 유러피언컵 결승전에서 밀란에게 패하였다. 1966-67 시즌, 아약스는 에레디비시에서 기록적인 122골을 득점하였고, KNVB컵도 우승하여 역사상 첫 리그와 컵 더블을 달성하였다. 1969-70 시즈, 아약스는 5시즌 안에 4번째 리그 우승과 함께 두번째 리그와 컵 더블을 달성하였고, 이때 34번의 리그 경기에서 27번의 경기에서 승리하였고, 100골이나 득점하였다.
1970-71 시즌, 아약스는 KNVB컵 타이틀을 방어하였고, 1971 유러피언컵 결승전에서 디크 판 데이크와 아리 한의 연속골로 파나티나이코스를 2-0으로 격파하고 처음으로 대륙 챔피언이 되었으며, 크라위프는 유럽 올해의 축구 선수로 선정되었다. 이 성공을 거둔 후, 미헐스는 클럽을 떠나 바르셀로나의 감독을 역임하게 되었고, 후임으로 루마니아의 슈테판 코바치가 사령탑에 취임하였다. 코바치의 첫 시즌에, 아약스는 유러피언컵, 에레디비시 우승과 함께 KNVB컵 3연패에 성공하면서 트레블을 달성하였다. 그 다음 시즌, 팀은 아르헨티나 클럽 인디펜디엔테를 꺾고 1972년 인터콘티넨털컵을 우승하였으며, 에레디비시와 유러피언컵 타이틀을 방어하였고, 1950년대 레알 마드리드 이래 처음으로 유러피언컵을 3연패한 클럽이 되었다.
1973년, 미헐스의 바르셀로나는 크루이프를 카탈루냐로 데려가면서 세계 이적료 기록을 경신하였다. 코바치 또한 시즌 종료 후 프랑스 축구 국가대표팀 감독이 되기 위해 클럽을 떠났고, 이는 클럽 전성기의 종말에 신호탄이 되었다.
1976-77 시즌, 아약스는 4시즌 만에 처음으로 리그를 우승하였고, 그 다음 시즌에는 에레디비시와 KNVB컵 더블을 달성하였다.
1980년대 초, 요한 크라위프가 클럽에 복귀하였고, 마르코 판 바스턴이나 프랑크 레이카르트같은 신예 선수들이 등장하였다. 팀은 1981-82 시즌과 1982-83 시즌에 에레디비시 2연패를 성공하였고, 이 세 선수들이 모두 팀에 큰 영향을 끼쳤다. 크라위프가 1983년에 라이벌 구단 페예노르트로 매각된 뒤, 판 바스턴은 아약스의 주요 선수가 되었고, 1983-84 시즌부터 1986-87 시즌까지 4시즌 연속으로 에레디비시 최다 득점자로 이름을 올렸다.
1985년, 크라위프는 아약스 감독으로 클럽에 복귀하였고, 그가 부임한 첫 시즌을 34경기 120골로 마쳤다. 그러나, 아약스는 PSV 에인트호번과 승점 8점차로 준우승에 머물렀다. 그 다음 시즌, 아약스는 PSV에게 또다시 에레디비시 타이틀을 내주어야 했으나, UEFA 컵위너스컵 우승을 거두며, 14년만에 처음으로 대륙 우승을 하였다. 그 후, 크라위프는 클럽을 떠나 바르셀로나의 감독이 되었고, 레이카르트와 판 바스턴은 각각 스포르팅 CP와 밀란으로 매각되었다. 팀 주축의 공백에도 불구하고, 아약스는 이듬 해인 1988년에도 UEFA 컵위너스컵 결승전에 진출하였으나, 벨기에의 메헬렌에게 패하며 준우승에 만족해야 했다.
1988-89 시즌, 1986년에 크라위프 감독 지도 하에 데뷔하였던 젊은 공격수 데니스 베르흐캄프가 아약스의 주전 골잡이가 되었다. 베르흐캄프는 아약스가 에레디비시 1989-90 우승을 할 수 있도록 도왔으며, 1990-91 시즌, 1991-92 시즌, 그리고 1992-93 시즌에는 득점왕을 차지하였다. 루이스 판 할 감독의 지도 하에, 아약스는 1992년에 UEFA컵을 우승하였고, 이로써 아약스는 유벤투스에 이어 3개의 주요 유럽대회를 모두 우승한 두번째 클럽이 되었다.
베르흐캄프가 1993년에 인테르나치오날레로 이적하자, 판 할은 프랑크와 로날트 더 부르, 에드빈 판 데르 사르, 클라렌서 세이도르프, 엣하르 다비츠, 마이컬 레이저허르, 그리고 빈스톤 보하르더 등의 아카데미 졸업생들과 피니디 조지, 느왕쿼 카누, 그리고 야리 리트마넨 등의 민첩한 외국 용병, 그리고 베테랑 주장 다니 블린트로 구성된 젊은 아약스의 약점을 보완하기 위해 프랑크 레이카르트를 재영입하였다. 팀은 1993-94 시즌에 네덜란드 정상을 탈환하였고, 1994-95 시즌과 1995-96 시즌에도 우승을 거두며 1968년 이래 아약스는 처음으로 리그 3연패를 달성하였다. 판 할 시대의 성공 정점은 1994-95 시즌에 찾아왔는데, 아약스는 이 시즌에 처음이자 현재까지 유일하게 에레디비시를 무패우승한 클럽이 되었다. 이 팀은 밀란과의 1995 UEFA 챔피언스리그 결승전에서 당시 18세였던 파트리크 클라위버르트의 결승골로 1-0으로 승리하며 영광의 1970년대 이후로는 처음으로 유러피언컵을 획득하였다. 아약스는 이듬해 결승전에도 올랐으나, 유벤투스를 상대로 승부차기 끝에 패하였다.
아약스의 유럽 정상 지위로의 기간을 판 할과 몇 명의 주축 선수들이 대륙의 더 큰 클럽들로 이적하면서 금세 끝나버렸다. 2000년대는 클럽이 추락하는 시기로, 이 시기에 고작 두 차례의 에레디비시를 우승하는데 그쳤다. 그러나, 아약스의 아카데미는 계속해서 베슬레이 스네이더르나 라파엘 판 데르 파르트와 같은 스타 선수들을 배출하였다.
2010년, 프랑크 더 부르는 아약스 감독으로 취임하여 2010-11 시즌에 팀을 7년만의 리그 우승이자 기록적인 30번째 우승으로 이끌었다. 이후 2011-12 시즌과 2012-13 시즌에도 같은 업적을 달성하며 1990년대 이래 더 부르 감독이 선수였던 시절에 이룬 업적과 동률을 이루었다. 2013-14 시즌, 아약스는 클럽 역사상 처음으로 에레디비시 4연패에 성공하였다.

### UEFA 클럽 랭킹
2014년 7월 10일
| #  | 국가     | 팀     | 점수   |
| -- | -------- | ------ | ------ |
| 26 | 네덜란드 | 아약스 | 55.112 |

## 유소년 프로그램
이 클럽은 오랜 기간 동안 요한 크라위프, 에드빈 판 데르 사르, 데니스 베르흐캄프, 국가대표팀 최다득점자 파트리크 클라위버르트, 그리고 전 국가대표팀 감독 마르코 판 바스턴 등의 많은 네덜란드 재능들을 배출한 것으로 명성 높은 유소년 프로그램으로 알려져 있다. 현 네덜란드 국가대표인 라파엘 판 데르 파르트, 리안 바벌, 베슬러이 스네이더르, 마르턴 스테켈렌뷔르흐, 엘제로 엘리아, 안드레 오이여르, 욘 헤이팅하, 그리고 나이젤 더 용 또한 아약스의 유소년 팀을 거쳤으며, 현재 모두 빅클럽에서 활동하고 있다. 아약스는 정기적으로 네덜란드 청소년 국가대표팀에 지역의 재능들을 파견한다. 1군 주전인 심 더 용, 위르비 에마뉘엘손, 흐레호리 판 데르 빌은 모두 전 청소년 국가대표 선수들로, 모두 성공적으로 성인 국가대표로 승격되었다.
해외 클럽들과의 상호 계약으로, 얀 페르통언, 토비 알데르바이럴트, 그리고 토마스 페르말런의 현재 성인 국가대표팀에서 활약하는 벨기에 트리오와 더불어 윙어 톰 더 뮐, 네덜란드 국가대표 퓌르논 아니타와 퀴라소의 야비어르 마르터나와 같이 유소년 아카데미는 1군에 데뷔하지 않은 십대의 외국인 선수들을 영입하기도 하였다.
아약스는 재능 수색 프로젝트를 남아프리카 공화국으로 확장하여 아약스 케이프타운도 존재한다. 아약스 케이프타운은 롭 무어의 도움으로 설립되었다. 아약스는 미국에 위성 클럽인 아약스 아메리카를 운영하기도 하였으나, 파산으로 해체되었다. 몇몇의 아약스 케이프타운 선수들은 에레디비시 스쿼드에 차출되기도 하였는데, 이중에는 스티븐 피에나르, 툴라니 세레로, 그리고 카메룬 국가대표 에용 에노가 있었다.
1995년, 아약스가 UEFA 챔피언스리그 우승을 거둔 해에 네덜란드 국가대표팀은 에드빈 판 데르 사르 수문장; 마이컬 레이저허르, 프랑크 더 부르, 그리고 다니 블린트의 수비; 로날트 더 부르, 엣하르 다비츠, 그리고 클라렌서 세이도르프의 중원; 그리고 파트리크 클라위버르트와 마르크 오버르마르스의 공격을 배치하면서 아약스 선수로 대부분 구성되었다.
2011년, AFC 아약스는 요르고스 카지아니스와 그리스 올스타 자문회사와의 제휴로 아약스 엘라스 유소년 아카데미를 창설하면서 네덜란드 밖에 첫 유소년 아카데미를 열었다. 사무실은 네아스미르니에 위치하며, 주 훈련 시설은 케르키라섬에 위치하고 있고, 그리스와 키프로스에 15개의 축구 유소년 아카데미를 운영하고 있다. 에디 판 스하이크 감독과 자문으로 조직 대표를 담당하며, 다수의 그리스 축구 훈련 캠프에 아약스 축구 철학을 전파하고 있다.

## 홈구장

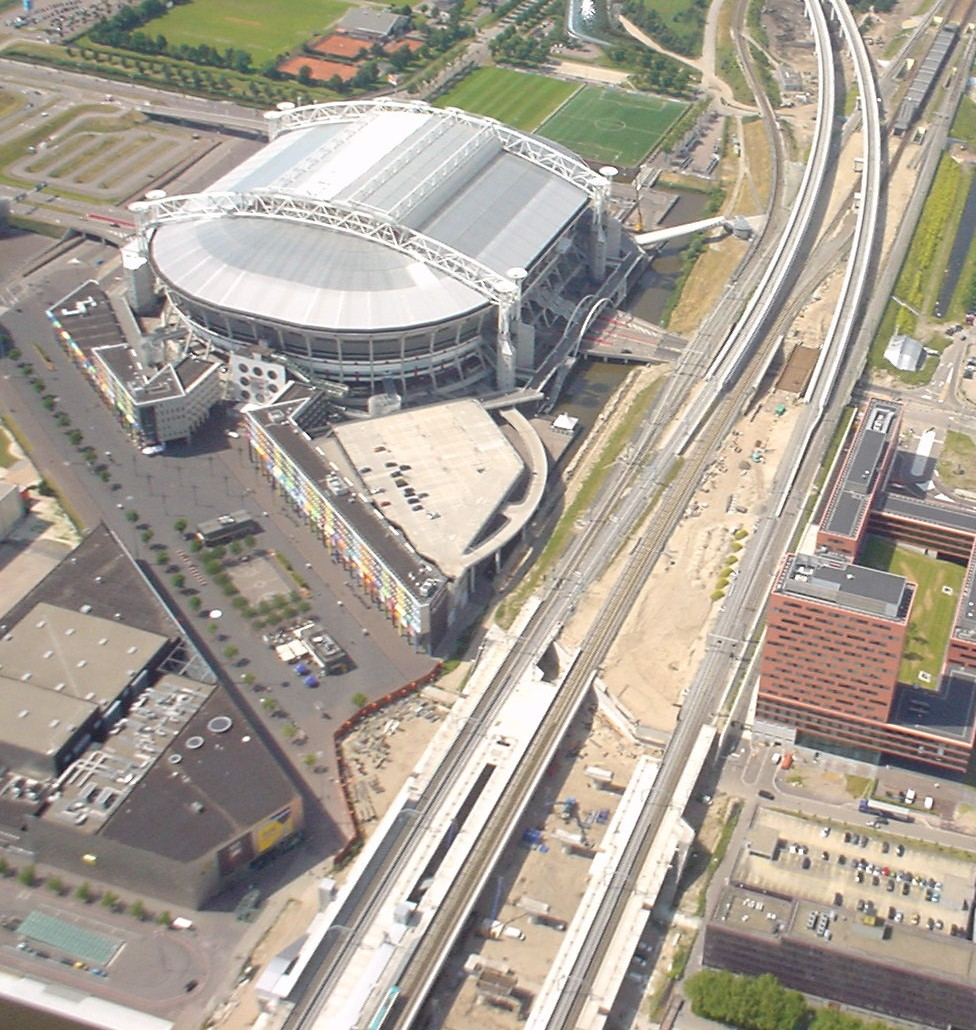
요한 크라위프 아레나 외관

아약스의 첫 홈구장은 1911년에 목재로 지어졌고, "헤트 하우턴 스타디온" (목재 경기장)으로 명명되었다. 아약스는 1928년 하계 올림픽을 위해 지어진 경기장에서 홈경기를 치르었다. 얀 빌스에 의해 설계된 이 경기장은 암스테르담 올림픽 스타디움으로 알려져 있다. 1934년, 아약스는 전 아약스 일원이자 건축가인 단 로던뷔르흐가 설계한 동부 암스테르담의 더 미르 스타디온으로 홈구장을 옮겼다. 경기장 수용 인원은 29,500명으로, 아약스는 이곳에서 1996년까지 홈경기를 치르었다. 클럽의 주요 유럽대항전과 국내 경기는 올림픽 스타디움에서 치르었는데, 이 경기장은 2배 더 많은 관중을 수용할 수 있는데 있었다.
1996년, 아약스는 도시 동남부에 위치한 암스테르담 아레나(현재의 요한 크라위프 아레나)로 홈구장을 옮겼다. 이 경기장은 암스테르담 시의회에 의해 $134M의 예산으로 지어졌다. 이 경기장은 52,000명 가량의 관중을 수용할 수 있다. 2006-07 시즌의 평균 관중은 48,610명이었고, 그 다음 시즌에는 평균 관중수가 49,128명으로 증가하였다. 이 아레나는 지붕을 개폐할 수 있는데, 이어지는 시기동안 신축된 현대적 유럽 경기장에 트렌드를 일으켰다. 네덜란드에서 아레나는 개폐 가능한 지붕이 개방된 상태에도 다량의 태양광과 신선한 공기로부터 많은 제한이 걸려 끔찍한 잔디 상태를 나타냈다. 2008-09 시즌, 그라운드 관리자들은 인공 광원 시스템을 도입시켰고, 본연의 문제를 대체적으로 해결하였다.
팬들의 사랑을 받던 더 미르 스타디온은 철거되었고, 토지가 시의회에 매각되었다. 현재 이 지역은 주거지로 사용되고 있다. 이 구 경기장에 남은 흔적이라고는 AJAX라는 글귀밖에 없으며, 현재 이는 요한 크라위프 아레나 근처의 유소년 훈련 구장인 더 토어콤스트의 건물에 위치한다.

## 유니폼

### 문양
1900년, 클럽이 창단될 당시, 아약스 문양에는 선수의 그림만이 있었다. 문양은 1911년에 클럽이 1부 리그 승격을 이루면서 클럽의 새 유니폼과 맞추기 위해 약간 변경되었다. 1928년, 클럽 문양은 그리스 영웅 아이아스의 머리가 그려진 문양으로 대체되었다. 문양은 1990년에 전 문양의 요약 형태로 변경되었다. 신 문양은 현재 아약스를 나타내지만, 11개의 선으로만 그려져 있는데, 이 11개의 선은 축구팀의 11명의 선수들을 상징한다.

### 색상
아약스는 본래 적색 띠가 둘러진 흑색 유니폼을 사용하였으나, 이후 유니폼은 적색/백색 줄무늬 유니폼에 흑색 바지로 변경되었다. 적색, 백색, 그리고 흑색은 암스테르담 시기의 3색을 나타낸다. 그러나, 잭 커완이 감독을 맡았을 때, 클럽은 1911년에 네덜란드 축구 1부리그에 처음으로 승격 (당시 에이르스터 디비시 혹은 '1부 리그'는 이후 에레디비시로 개칭되었다.) 되자, 아약스는 스파르타 로테르담이 이미 같은 유니폼을 상요하였기 때문에 유니폼 변경이 불가피하였다. 당시 원정 경기를 위한 유니폼이 존재하지 않았고, 축구 협회 규정에 따르면 리그의 신규 구단은 같은 리그의 두 팀이 같은 유니폼을 사용할 경우 변경하도록 되어 있었다. 아약스는 이로써 백색 반바지, 백색 유니폼에, 흉부와 후부에 광폭의 적색 세로 줄무늬를 사용하게 되었고, 흑색의 터치가 들어간 현재의 아약스 유니폼이 탄생하였다.

### 유니폼 스폰서와 제작사

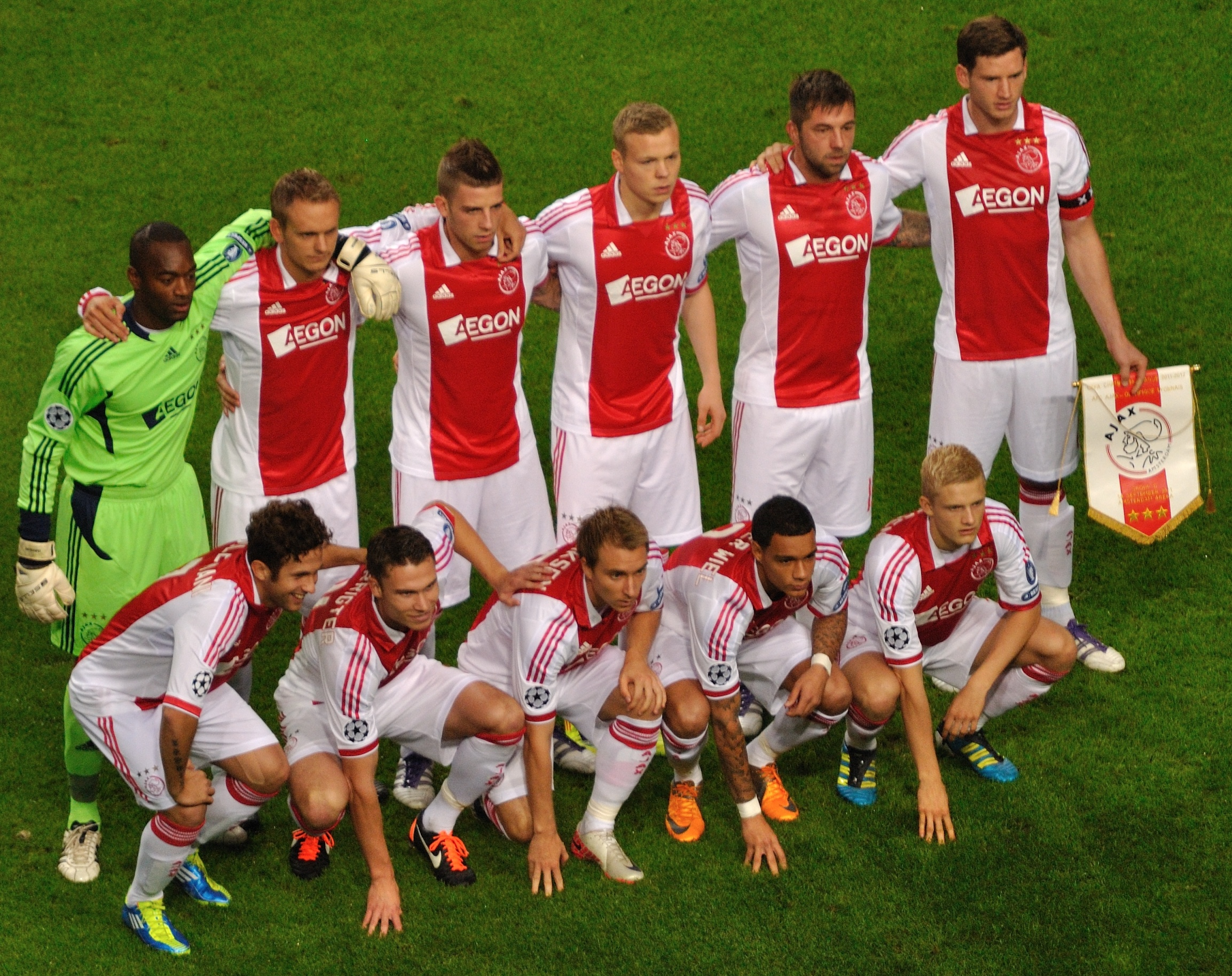
2011년, 올랭피크 리옹과의 UEFA 챔피언스리그를 앞두고 AEGON 스폰서가 박힌 아디다스 홈 유니폼을 입고 나온 AFC 아약스 팀.

아약스는 1982년부터 1991년까지 TDK, 1991년부터 2008년까지 ABN AMRO의 스폰서를 받았다. AEGON은 ABN AMRO를 대신하여 최소한 7년간 아약스의 주 스폰서가 되었다. 2007년 4월 1일, 아약스는 헤라클레스 알멜로전에서 다른 스폰서가 새겨진 유니폼을 입었다: 플로리우스 (Florius). 플로리우스는 ABN AMRO가 실시한 프로그램으로, 이 경기에서 단 한번 주 스폰서로 등장하였다. 셔츠는 르꼬끄 스포르티브 (1973-1977), 푸마 (1977-1980), 르꼬끄 스포르티브 (1980-1985), 카파 (1985-1989), 그리고 엄브로 (1989-2000) 가 과거에 유니폼을 제작하였고, 2000년부터 현재 아디다스가 유니폼 제작을 맡고 있고, 최소 2019년까지 계약되어 있다. 2013-14 시즌 끝에, 아약스는 아디다스의 흑색과 장미색 원정 유니폼으로 올해의 유니폼 상을 받았다. 이 연간상은 서브사이드 스포츠가 주관하는 상으로 이전에 인테르나치오날레, 유벤투스, 그리고 벨기에 국가대표팀이 이 상의 주인공이었었다. 아약스가 이 상을 받는 것은 이번이 처음이었다.
| 기간      | 유니폼 제조사     | 유니폼 스폰서 |
| --------- | ----------------- | ------------- |
| 1973–1977 | 르꼬끄 스포르티브 | 없음          |
| 1977–1980 | 푸마              | 없음          |
| 1980–1982 | 르꼬끄 스포르티브 | 없음          |
| 1982–1984 | 르꼬끄 스포르티브 | TDK           |
| 1985–1989 | 카파              | TDK           |
| 1989–1991 | 엄브로            | TDK           |
| 1991–2000 | 엄브로            | ABN AMRO      |
| 2000–2008 | 아디다스          | ABN AMRO      |
| 2008–2014 | 아디다스          | AEGON         |
| 2014–2019 | 아디다스          | 지고          |

## 재정

### AFC 아약스 NV
AFC 아약스는 기업공개(IPO)를 갖춘 유일한 네덜란드 클럽이다. 이 클럽은 1998년 5월 17일부터 암스테르담 유로넥스트의 주식거래소에 남로저 페노트스하프 (Naamloze vennootschap, NV) 로 등록되어 있다. 등록 당시 ƒ25,- (휠더)였던 클럽은 주식 등록 첫 해에 €54M 유로 (환산값)의 매출액을 끌어들일 수 있었다. 그러나, 짧은 기간의 성공 후에 주식이 폭락하였고, 한때에는 €3,50까지 떨어지기도 하였다. 축구 클럽에게 남로저 페노트스하프 등록하는 것은 부적절하며, 스포츠와 연관된 사업은 현재 등록한 아약스가 새 상업적 관심 대상으로부터 피해를 볼 것이라고 비판의 목소리가 나왔다. 2008년에 주식의 가치는 지분당 €5,90였다.
2008년, 기업공개가 클럽에 가치를 안기지 못하며, 모든 주식 지분을 사들여 주식 거래를 끝내는 조치를 취해야 한다고 재정 감독 명예 회원인 우리 코로널이 결론을 내렸다. 주요 경쟁기업들인 레알 마드리드, 맨체스터 유나이티드, 유벤투스가 존재하는 주식거래에 성공이 불확실한 가운데에도 무릎쓰고 아약스가 주식거래에 남았고, 전에 발생한 사례가 재발할 가능성이 있는 것에 대해 의혹이 제기되었다.

## 산하팀

### 리저브팀
용 아약스 (전 명칭은 아약스 2)는 AFC 아약스의 리저브팀이다. 이 팀은 근래에 최고 유소년팀 (아약스 A1) 을 졸업하여 첫 프로 계약 이후로 리저브팀에서 활약하는 선수들이 주축이 되며, 이 외에는 1군에서 활약할 기회를 잡지 못하는 선수들로 구성되어 있다. 1992년을 기점으로, 용 아약스는 벨로프턴 에레디비시에 소속되었고, 용 PSV, 용 흐로닝언, 혹은 용 AZ와 같은 클럽들과 경쟁하였다. 용 아약스는 벨로프턴 에레디비시 최다 우승 기록을 지니고 있으며, 총 8번 우승하였고, KNVB 리저브 컵도 3차례 우승한 네덜란드의 최고 리저브팀이다. 벨로프턴 에레디비시를 우승하면서, 용 아약스는 KNVB컵을 참가할 권한도 가질 수 있었고, 이 대회의 준결승전에도 세차례나 올라갔다. 용 아약스의 KNVB컵 최고 기록은 2001-02 시즌에 얀 올더 리어케링크 감독의 지도 하에 냈는데, 용 아약스는 위트레흐트와의 준결승전 연장 접전 끝에 승부차기에서 패하였고, 위트레흐트가 결승에 진출하면서, 아약스 vs 용 아약스 KNVB컵 결승전이 무산되었다.
2013-14 시즌은 AFC 아약스의 리저브팀인 용 아약스가 주필러 리그에 데뷔한 시즌으로 기록되었다. 이전에 벨로프턴 에레디비시 (리저브 팀을 위해 분리된 별도의 리그로, 네덜란드의 프로나 아마추어 리그 시스템에 포함되지 않는다.) 에 소속되어 있었던 선수들은 시즌 기간 동안 리저브팀과 1군을 더 자유롭게 왕래할 수 있게 되었다.<. 이로 인해 네덜란드 프로 축구 2부리그인 에이르스터 디비시에 속한 용 아약스는 더 이상 현재의 아약스 1군과 별도의 스쿼드를 이용하지 않게 되었다. 홈경기는 스포르트파크 더 토어콤스트에서 열리며, 일부의 경우에는 요한 크라위프 아레나에서 열린다. 이제 반프로 구단의 지위를 얻은 이 팀은 1군에서 15경기 미만 출전했다는 가정 하에 이적시장이 열린 기간 동안 스쿼드 사이를 이동할 수 있게 되었다. 더 나아가서, 팀은 에레디비시로 승격하거나 KNVB컵에 참가하지 못하게 되었다. 용 아약스는 같은 리저브팀 신분을 갖춘 구단들인 용 트벤터와 용 PSV와 함께 에이르스터 디비시에 합류하였고, 리저브팀이 벨로프턴 에레디비시에서 에이르스터 디비시로 옮기면서, 카트베이크, 페인담, 그리고 아펠도른의 자리를 대신하게 되었고, 주필러 리그의 총 팀 숫자는 18팀에서 20팀으로 증가하였다.
아약스 리저브팀 용 아약스는 2013년에 벨로프턴 에레디비시를 떠났고, 21세의 나이제한이 있는 리저브 리그에서 최다 우승 횟수인 8회를 기록하였다. (1993-94, 1995-96, 1997-98, 2000-01, 2001-02, 2003-04, 2004-05, 2008-09)

### 아마추어팀
AFC 아약스 아마추어는 흔히 아약스 자터르다흐로 알려진 네덜란드의 아마추어 축구 클럽으로, 1900년 3월 18일에 창설되었다. 이 클럽은 프로 클럽인 AFC 아약스의 아마추어 팀으로, 홈 경기를 5,000명을 수용할 수 있는 스포르트파크 더 토어콤스트 훈련 구장에서 치른다. 이 팀은 2011-12 시즌을 앞두고, 현재 소속된 에이르스터 클라서에서 호프트클라세로 승격되었다. 이 팀은 에이르스터 클라서를 두 차례 우승하였고, KNVB 서부 I 시 컵도 두 차례 우승하였다.
더 나아가서, 아약스 자터르다흐는 KNVB컵에 승인을 통해 2003-04, 2004-05, 그리고 2007-08 시즌에 합의를 통해 참가하였고, 근래 진출했던 2007-08 시즌에는 2008년 9월 24일에 피테서와의 2라운드까지 진출하기도 하였다.

### 여성팀
AFC 아약스 프라우언 (한국어로 AFC 아약스 여자부)은 AFC 아약스의 여자 팀으로, 벨기에와 네덜란드의 프로 축구 1부 리그인 베네리그에 속해 있다. 2012년 5월 18일에 창립하였으며, 아눅 호헨데이크, 다프너 코스트너, 그리고 페트라 호헤보닝은 암스테르담 연고 클럽의 여자 축구 처녀 시즌에 팀에 합류하였다. 팀은 PSV/FC 에인트호번과의 KNVB 여자 컵 결승전에서 2-1로 승리하고 첫 우승 트로피를 획득하였다.

## 타 스포츠 부서

### 야구
아약스 HVA (1922-1972)는 1922년에 창단된 AFC 아약스의 야구 부서로, 네덜란드의 프로 야구 1부 리그인 혼크발 호프트클라시의 창립 멤버이다. 아약스는 국가 야구 리그를 4차례 우승 (1924, 1928, 1942, 1948) 하였으나, 클럽은 더 이상 야구 팀을 운영하기를 희망하지 않음에 따라 1972년에 해체하고 축구부에 집중하게 되었다. 아약스는 1922년부터 1972년까지 총 50년동안 네덜란드 야구 1부리그에 속해 있었다. 아약스 야구부의 해체로 인해 선수들은 머스터드 제조 회사 라위크스 (Luycks) 와 같은 새 스폰서를 수색하는데 이르렀고, 디어먼 자이언츠와의 합병을 통해 라위크스 자이언츠가 되며 두 클럽의 연장선이 되었다.

## 연계 구단
다음 구단들은 현재 AFC 아약스와 연계된다:
- 아약스 케이프타운 (1999–현재)[49]
- 알메러 시티 (2005–현재)[50]
- 바르셀로나 (2007–현재)[51][52]
- 크루제이루 (2007–현재)[53]
- 베이징 궈안 (2007–현재)[54]
- 파우메이라스 (2010–현재)[55]
- 트렌친 (2012–현재)[56]
- 다수 HETT-구단 (본문 참조)[57]

다음 구단들은 과거에 AFC 아약스와 연계되었었다:
- 헤르미날 베이르스홋 (1999–2003)[58]
- 아샨티 골드필즈 (1999–2003)[59]
- 아약스 올랜도 프로스펙츠 (2003–2007)[60]
- 하를럼 (2006–2010)[61]
- 폴렌담 (2007–2010)[62]

## 라이벌 관계
전통적인 네덜란드의 빅3 구단들 중 하나로, 아약스는 오랜 세월을 거쳐 몇 구단들과 라이벌 관계를 지니고 있다. 아래 목록은 아약스 암스테르담이 관여하는 주요 라이벌 관계이다.

### 페예노르트와의 라이벌 관계
로테르담 연고의 페예노르트는 아약스와 철전지 원수 관계이다. 매 시즌 두 클럽이 "더 클라시커르" ("고전")에서 맞대결을 할 때 네덜란드의 1, 2도시에서 경기가 치르어진다. 70년대에 아약스와 페예노르트만이 국내 대회에서 우승을 거둔 유이한 네덜란드 클럽들이었고, 대륙과 세계 우승 트로피도 획득하였었다. 두 클럽들 간의 맞대결은 네덜란드의 최고 클럽을 가리는 척도가 되었다. 더 클라시커르는 네덜란드에서 가장 유명한 라이벌전 경기로, 맞대결 때마다 항상 매진이 된다. 이 경기는 대중들의 눈에 "우아하고 화려한 축구의 아약스와 불굴의 전투력을 지닌 페예노르트" 간의 경기로 비추어진다. 수도의 자신감과 로테르담의 블루칼라 정신의 대결로 불리기도 한다. 경기는 피치 안과 밖에서 모두 긴장감과 폭력으로 알려져 있다. 오랜 시간을 거쳐서, 여러 차례의 폭력 사태가 라이벌 서포터들 간에 발발하였고, 양쪽 모두 원정 관중의 입장을 금지시키기에 이르렀다. 최저점을 찍은 때는 1997년 3월 23일, 양팀 서포터들이 베버르베이크 인근의 그라운드에서 만났을 때로, 아약스 서포터인 카를로 피코르니에가 치명적인 부상을 당했었는데, 이 사건을 "베버르베이크의 전투"로 명명하곤 한다.

### PSV와의 라이벌 관계
PSV 에인트호번 또한 아약스의 라이벌이나, 라이벌전에서 긴장감을 기준으로 놓았을 때, 이 경기는 페예노르트와의 맞대결에 비하면 미미한 수준이다. PSV와의 라이벌 관계는 여러 가지 요인으로 생겼는데, 예를 들어 란스타드와 지방의 차이 같은 것이다. 두 팀간의 경기는 흔히 "더 토퍼" ("상위권 경쟁")으로 불리며, 네덜란드 축구에서 1, 2위로 가장 많은 트로피를 획득한 클럽들 간의 대결이다. 역사적으로, PSV는 노동 계층을 대표하며, 4-3-3을 선호하는 암스테르담과 대조되게 좀 더 탄탄한 4-3-1-2나 4-2-3-1 포메이션을 선호한다. 리뉘스 미헐스와 요한 크라위프가 60년대와 70년대에 토털 풋볼의 발전에 도움을 주었으나, 이 철학은 에인트호번에서 케이스 레이버르스와 휘스 히딩크에 의해 70년대 말에서 80년대에 개량되었다. 이는 결과적으로 축구 철학에서의 라이벌 관계로 이어졌고, 이상에 관한 생각차와 같은 문제로 서서히 달구어져 아약스와 페예노르트에 버금가는 라이벌전이 되었다.

### 기타 구단들과의 라이벌 관계
페예노르트와 PSV 외에도, 아약스는 기타 몇 구단들과 라이벌 관계를 맺는데, 대부분의 이 경우에는 감정이 일방적으로 아약스에게 향한 경우가 많은데, 예를 들어 위트레흐트가 있다. 비록 라이벌 관계는 아약스가 느끼는 것보다 위트레흐트 쪽이 더 느끼고 있으나, 두 팀 간의 경기는 대개 격렬하게 흘러간다. 두 팀 모두 광적인 서포터들을 보유하고 있으며, 피치 밖의 패싸움은 돌발 상황이라기 보다는 예정된 일처럼 진행된다. 덴하흐도 마찬가지인데, 두 서포터 단체는 잦은 투쟁을 벌이는데, ADO측 훌리건이 아약스 서포터의 본거지에 방화하자, 아약스 훌리건은 즉시 ADO 서포터의 본거지로 난입하여 두 클럽들 간의 긴장관계가 고조되었다. 2006년부터 5년 동안, 두 클럽의 서포터들은 잦은 폭력 사태와 투쟁을 죄목으로 서로의 원정 경기에 응원을 못가도록 징계가 내려졌다.
아약스를 상대로 라이벌 관계를 공유하는 클럽으로는 트벤터, 흐로닝언, 그리고 AZ가 있다. 비록 후자의 경우 아약스 서포터들 사이에서는 클럽의 남동생으로 간주되는 데도 그렇다. 인근의 알크마르 연고이며, 두 클럽이 같은 지방에 속함에 따라, 두 팀간의 경기는 흔히 "북홀란드 더비" ("De Noord-Hollandse Derby") 로 명명되었고, 대체로 격렬한 경쟁이 수반되며, 숨막히고, 굵직한 느낌이 드는 매치업이다.
과거 라이벌 관계를 가졌던 클럽으로는 인근 암스테르담 더비 라이벌이었던 블라우브-비트, DWS, 그리고 더 폴러베이커르스 (이후 1972년에 합병으로 암스테르담이 되었다.)가 있다. 지역 클럽들과의 긴장 관계는 약화되었으나, 타 리그에 속하여 오랜 기간이 지나면서 격차가 더 커졌다. 오랜 기간 동안 같은 리그에서 경쟁하지 못하고, 맞대결 빈도가 줄면서, 암스테르담 클럽들간의 긴장 상태는 마침내 역사 뒤편에 남게 되었다. 마지막 암스테르담 더비가 공식 리그 경기에서 열릴 때는 1978년 3월 19일로, 이때 아약스는 암스테르담을 5-1로 완파하였다.

## 서포터

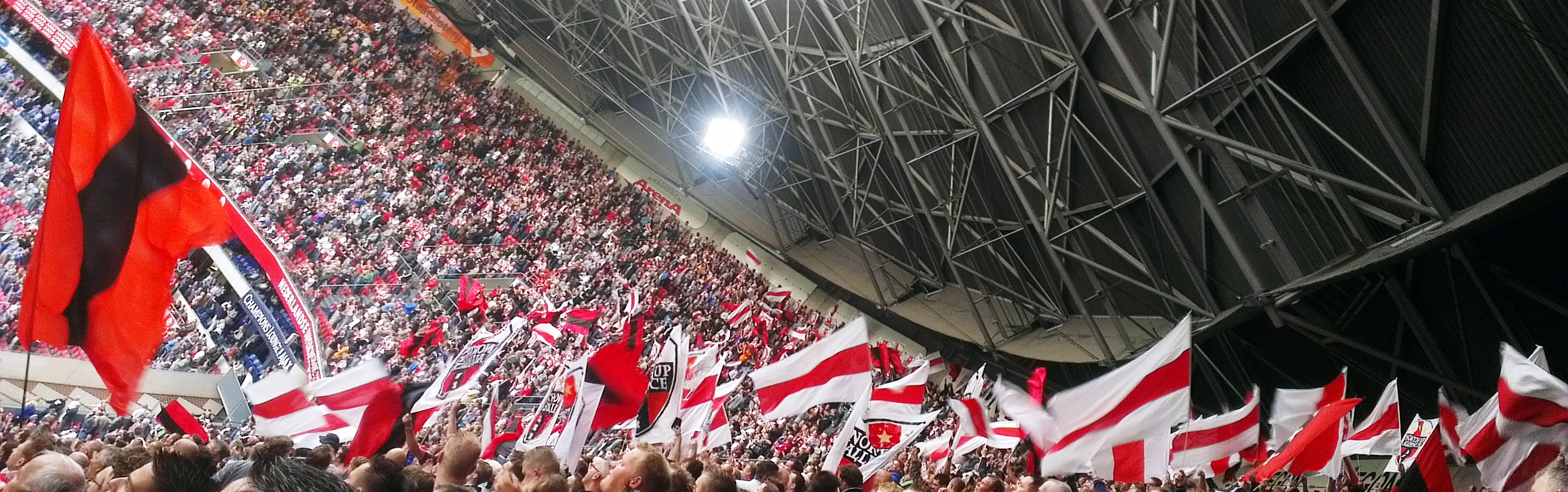
서포터들

아약스는 광적인 골수 서포터 그룹을 지니고 있는데, 이들 중 F-사이드와 VAK410이 가장 잘 알려져 있다. F-사이드는 1976년 10월 3일에 설립되었으며, 요한 크라위프 아레나에서 골대 바로 뒤의 관중석을 차지하는데, 이 곳은 경기장 남쪽의 125-129열이다. 이 서포터 그룹의 이름은 구 홈구장인 더 미어 스타디온의 구 F-구역의 이름을 따 명명되었다. F-사이드 서포터들은 경기장 분위기를 주도하는데 큰 영향을 미치며, 경기 와중과 경기 후에 폭동을 일으키는 것으로도 알려져 있다. 아약스가 동전 던지기에서 선택권을 얻는 경우, 후반전에 항상 남쪽을 향하여 경기를 한다. VAK410 (우리말로 '410열'을 뜻한다.)은 2001년에 설립되었으며, 경기장의 상단부 424-425열의 자위트후크 (남쪽 구석) 에 자리를 잡고 있다. 이 단체는 2008년에 현위치의 스탠드로 위치를 이동하기 전까지 처음에 경기장 북서쪽의 410열을 차지했었는데, 이를 따 명명되었다. VAK410의 일원들은 다양한 기교를 벌이는 것으로 유명한데, 예를 들어 다수의 깃발을 흔드는 것으로 경기장 분위기를 달아오르게 한다. F-사이드나 VAK410 모두 경기장에 자신들의 고정 구역을 지니고 있으며, 두 단체 모두 경기 내내 서서 응원한다.
공식 풋볼 톱 20 (Football Top 20)의 네덜란드 스포츠 연구 단체 스포르트+마크트 (SPORT+MARKT)의 조사에 의하면 2010년에 아약스가 약 7.1M명의 서포터를 유럽에 보유한 것으로 확인되었다. 이 수는 라이벌 페예노르트나 PSV (각각 1.6M과 1.3M) 보다 근소하게 많은 숫자로, 아약스는 유럽 전체에서 15번째로 많은 서포터 수를 거느리고 있다. 이 연구는 또한 대략 39%의 네덜란드인이 아약스 서포터임을 확인시켰다. 아약스는 다수의 서포터를 보유한 데에서 그치는게 아니라, 몇 명의 팬들이 유럽대회에 직관을 가며, 평균 48,677명의 관중이 아약스의 매 국제 경기에 관전하는데, 이 수는 유럽 12위의 관중 수를 보유한다는 것을 확인시키며, 이는 빅클럽들인 밀란, 맨체스터 시티, 또는 첼시보다 많은 수치이다. 여기서 모든 경기장이 요한 크라위프 아레나와 비슷한 수준의 관중 수용 능력을 지니지 못한다는 점을 주목해야 한다.

### 서포터 클럽

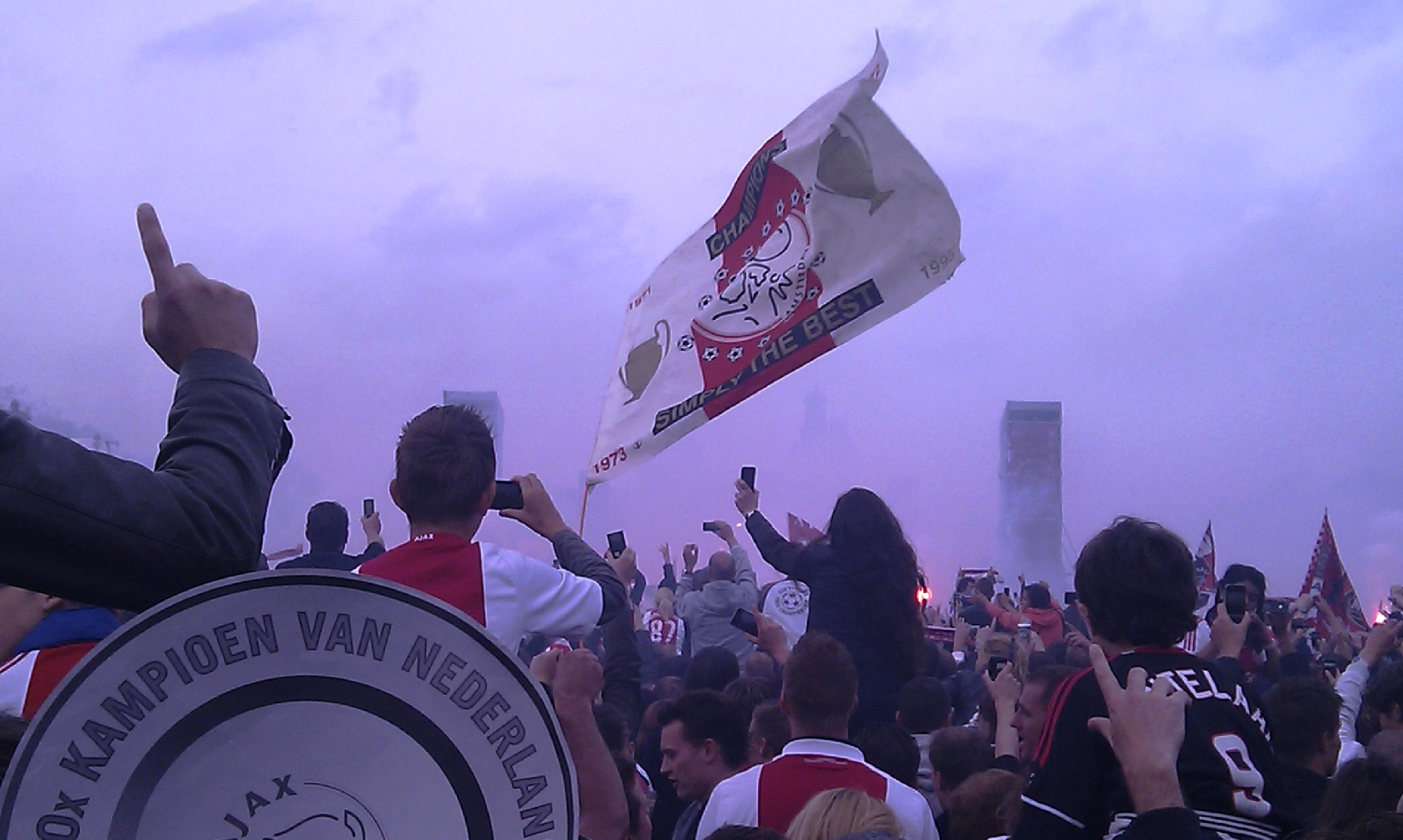
30번째 네덜란드 리그 우승을 자축하는 아약스 팬들

아약스 서포터스 클럽(네덜란드어: Supportersvereniging Ajax)은 네덜란드 최대의 서포터 클럽으로, 94,000명의 회원을 거느리고 있다. 1992년 5월 7일에 창립되었으며, 서포터스 클럽은 네덜란드의 대형 월간 행사를 주최하며, 이는 특히 아약스의 공개 훈련일날 주로 시행되며, 이때 매년마다 수천명의 서포터를 웅집시킨다. 더 나아가서, 서포터 단체는 아약스라이프(Ajaxlife) 웹사이트의 관리를 책임지며, 연간 20번 출시되는 팬 잡지도 발행한다. 2006년, AFCA 서포터스클럽은 오나프한커레이커 팬클뤼브 아약스 (Onafhankelijke Fanclub Ajax, OFA) 와 아약스 서포터스 델레게이티 (Ajax Supporters Delegatie, ASD) 와의 통합을 통해 클럽의 두 번째 서포터 단체로 출범하였다. AFCA 서포터스클럽의 회원 수는 42,000명으로 보고되고 있으며, 전 아약스 보드진 멤버였던 로날트 피얼로우르가 있다.

### 평균 관중수
하단의 표는 1988년부터 2014년까지의 아약스 홈경기 평균 관중을 나타내며, 1996년에 더 미르 스타디온에서 요한 크라위프 아레나로 홈구장을 옮기면서 나타난 증가가 눈에 띈다.
| 시즌  | 평균 관중 |
| ----- | --------- |
| 88-89 | 10,467    |
| 89-90 | 11,823    |
| 90-91 | 17,000    |
| 91-92 | 22,479    |
| 92-93 | 11,894    |
| 93-94 | 21,429    |
| 94-95 | 22,724    |
| 95-96 | 23,584    |
| 96-97 | 21,992    |
| 97-98 | 48,069    |
| 98-99 | 48,423    |
| 99-00 | 41,275    |
| 00-01 | 40,873    |

| 시즌  | 평균 관중 |
| ----- | --------- |
| 01-02 | 36,339    |
| 02-03 | 35,809    |
| 03-04 | 47,571    |
| 04-05 | 48,996    |
| 05-06 | 49,595    |
| 06-07 | 47,737    |
| 07-08 | 48,561    |
| 08-09 | 49,125    |
| 09-10 | 49,014    |
| 10-11 | 48,677    |
| 11-12 | 47,316    |
| 12-13 | 50,146    |
| 13-14 | 50,490    |

## 유대인과의 연계

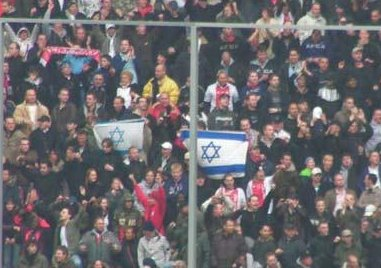
2008년 이스라엘의 국기를 들고 있는 서포터

역사적으로, 아약스는 "유대인 뿌리"를 가진 것으로 간주되고 있다. 비록 WV-HEDW의 경우처럼 공식적인 유대인 클럽이 아니나, 아약스는 1930년대를 기점으로 홈구장 인근에 유대인 거주지로 알려진 암스테르담-오우스트가 있고, 상대팀 서포터들은 경기장에 입장할 당시 뉴우마크트/바털로우플레인뷔르트 (더 요던후크) 쪽으로 목격한 가능성이 있어 유대인의 이미지를 갖고 있다. 역사적으로 암스테르담 시는 모쿰의 도시로 불리며, 모쿰 (מקום)은 이디시어로 "장소" 혹은 "안식처"를 뜻하며, 불쾌히 느끼는 상대 클럽의 서포터들의 반유대주의적 구호와 호칭이 변화해가면서 구 홈구장인 더 미르 스타디움의 분위기를 험악하게 바꾸어 났고, 아약스 팬들 (일부는 실제로 유대인이었다.) 아약스의 "유대인"적 정체를 수용하면서 대응하였다: 그들은 자신들을 "슈퍼 유대인" (super Jews) 이라 부르며, 경기에서 "유대인, 유대인" ("Joden, Joden")이라는 연호를 하며, 유대인의 상징인 다윗의 별과 이스라엘의 국기를 도입하였다.
결국 유대인적인 이미지는 아약스 팬들의 문화에 중심으로 자리잡았다. 한때 히브리어로 된 민요인 "하바 나길라"의 휴대전화 벨소리를 다운로드 할 수 있었다. 1980년대를 기점으로, 아약스의 라이벌 팬들은 반유대주의적 구호가 잦아졌고, "하마스, 하마스, 유대인을 가스실로" ("Hamas, hamas, joden aan het gas") 와 같은 구호를 외치거나, 가스 방출하는 소리를 흉내내거나, 나치 경례 등등의 행각을 벌이기도 하였다. 이는 대부분 (진짜로) 유대인 아약스 팬들이 경기를 직관하는 것을 그만두는 것으로 이어졌다.
2000년대에 들어 클럽은 팬들이 유대인적인 이미지를 없앨 것을 설득하기 시작하였다. 2013년, 슈퍼유대인이라는 제목을 가진 다큐멘터리가 NTR와 뷰포인트 프로덕션에 의해 출시되었고, 암스테르담 국제 다큐멘터리 필름 페스티벌 (IDFA) 에 첫 선을 보였다. 필름은 암스테르담에 거주하며, 아약스의 경기와, 지식, 그리고 서포터와 유대인 관점의 유대교와의 관계에 매우 주관적인 생각을 지닌 이스라엘인 독자적 필름 제작자인 니리트 펠레드가 감독하였다.

## 선수

### 현재 선수 명단
2025년 7월 9일
참고: FIFA 자격 규정에 따라 소속된 국가대표팀 국기를 표시합니다. 선수는 복수의 FIFA 비회원국 국적을 가지고 있을 수 있습니다.
| 번호 | 포지션 | 국적         | 이름              |
| ---- | ------ | ------------ | ----------------- |
| 1    | GK     | 체코         | 비테슬라프 야로스 |
| 5    | DF     |              | 오번 베인달       |
| 8    | MF     |              | 케너스 테일러     |
| 9    | FW     |              | 브라이언 브로비   |
| 13   | DF     | 튀르키예     | 아흐메트잔 카플란 |
| 15   | DF     |              | 유리 바스         |
| 20   | MF     | 부르키나파소 | 베르트랑 트라오레 |
| 22   | GK     |              | 렘코 파스베이르   |

| 번호 | 포지션 | 국적     | 이름              |
| ---- | ------ | -------- | ----------------- |
| 23   | FW     |          | 스티븐 베르하위스 |
| -    | FW     | 포르투갈 | 카를루스 포브스   |

### 임대 선수 명단
참고: FIFA 자격 규정에 따라 소속된 국가대표팀 국기를 표시합니다. 선수는 복수의 FIFA 비회원국 국적을 가지고 있을 수 있습니다.
| 번호 | 포지션 | 국적 | 이름                                |
| ---- | ------ | ---- | ----------------------------------- |
| —    | MF     |      | 빅토르 옌센 (로센보르그로 임대)     |
| —    | FW     |      | 모하메드 다라미 (코펜하겐으로 임대) |

| 번호 | 포지션 | 국적 | 이름                                  |
| ---- | ------ | ---- | ------------------------------------- |
| —    | FW     |      | 나지 위뉘바르 (트라브존스포르로 임대) |

#### 영구 결번
- 14 –  요한 크라위프 (공격수, 1964–73, 1981–83). 2007년 4월 25일, 크라위프의 환갑 기념 경기때 영구 결번되었다.[98] [하단 섹션 참고]

#### 마스코트
- 살쾡이 뤼키는 공식 클럽 마스코트이다.[99] (2000–현재)

### 유소년 / 리저브팀 명단
참고: FIFA 자격 규정에 따라 소속된 국가대표팀 국기를 표시합니다. 선수는 복수의 FIFA 비회원국 국적을 가지고 있을 수 있습니다.
| 번호 | 포지션 | 국적 | 이름                    |
| ---- | ------ | ---- | ----------------------- |
| —    | GK     |      | 노르버르트 알블라스     |
| —    | GK     |      | 사비어르 모위스         |
| —    | DF     |      | 단젤 그라번버르흐       |
| —    | DF     |      | 바스 카위퍼스           |
| —    | DF     |      | 다몬 미라니             |
| —    | DF     |      | 로버르트 판 코어스펠트  |
| —    | DF     |      | 밀란 피시어             |
| —    | MF     |      | 톰 노르트호프           |
| —    | MF     |      | 압델 말레크 엘 하스나위 |
| —    | MF     |      | 장고 바르머르담         |
| —    | MF     |      | 다니 바커르             |
| —    | MF     |      | 일란 보카라             |

| 번호 | 포지션 | 국적           | 이름              |
| ---- | ------ | -------------- | ----------------- |
| —    | MF     |                | 시난 커스킨       |
| —    | MF     | 중화인민공화국 | 왕 청콰이         |
| —    | FW     |                | 엘톤 아콜라스터   |
| —    | FW     |                | 샘 헨드리크스     |
| —    | FW     |                | 마빈 회너         |
| —    | FW     |                | 셰랄도 베커르     |
| —    | FW     |                | 다위트 바우스비바 |
| —    | FW     |                | 안바르 엘 가지    |
| —    | FW     |                | 퀘인시 메니흐     |
| —    | FW     |                | 요디 뤼코키       |
| —    | FW     |                | 히노 판 케셀      |

## 역대 감독
| 감독                    | 임기        |
| ----------------------- | ----------- |
| 슈테판 코바치           | 1971 ~ 1973 |
| 토미슬라브 이비치       | 1976 ~ 1978 |
| 요한 크라위프           | 1985 ~ 1988 |
| 모르텐 올센             | 1997 ~ 1998 |
| 마르코 판 바스턴        | 2008 ~ 2009 |
| 욘 판 어트 스히프(임시) | 2009        |
| 페터르 보스             | 2016 ~ 2017 |
| 욘 판 어트 스히프       | 2023 ~ 2024 |

## 명예의 전당
다음은 AFC 아약스 명예의 전당에 오른 선수들이다.
| 1910–1920 - 얀 판 도르트 (MF) - 테오 브로크만 (FW) 1920–1930 - 얀 더 나트리스 (MF) - 빔 안더리어선 (MF) - 빔 폴커르스 (FW) 1930–1940 - 헤리트 피셔 (FW) - 피어트 판 레이넌 (FW) 1940–1950 - 헤 판 디크 (FW) - 휘스 드레허르 (MF) - 테오 브로크만 Jr. (FW) 1950–1960 - 리뉘스 미헐스 (FW) 1960–1970 - 베니어 물러르 (MF) - 세이스 흐로우트 (FW) - 엥크 흐로우트 (FW) - 요한 크라위프 (MF) | 1960–1970 (계속) - 클라스 누닝하 (FW) - 피트 케이저르 (FW) - 스야크 스바르트 (FW) - 벨리보르 바소비치 (DF) - 빔 쉬르비르 (DF) 1970–1980 - 바리 휠쇼프 (DF) - 디크 스호어나커르 (MF) - 프랑크 아르네센 (MF) - 요한 네이스컨스 (MF) - 요니 렙 (FW) - 뤼트 헤일스 (FW) - 뤼트 크롤 (DF) - 쇠렌 레르뷔 (MF) - 첸 라 링 (FW) 1980–1990 - 다니 블린트 (DF) - 프랑크 레이카르트 (MF) - 헤랄트 파넨뷔르흐 (MF) - 마르코 판 바스턴 (FW) - 로날트 쿠만 (MF) | 1990-2000 - 클라렌서 세이도르프 (MF) - 엣하르 다비츠 (MF) - 에드빈 판 데르 사르 (GK) - 데니스 베르흐캄프 (FW) - 프랑크 더 부르 (DF) - 야리 리트마넨 (MF) - 마르크 오버르마르스 (FW) - 마이컬 레이저허르 (DF) - 파트릭 클라위버르트 (FW) - 베니 매카시 - 키키 무삼파 2000-2010 - 야프 스탐 (DF) - 클라스얀 휜텔라르 (FW) - 루이스 수아레스 (FW) - 라파엘 판 데르 파르트 (MF) - 즐라탄 이브라히모비치 (FW) - 베슬레이 스네이더르 (MF) 2010~2013 - 크리스티안에릭센 (MF)) |

위키피디아에 등재된 모든 아약스 선수의 목록을 보려면, 분류:AFC 아약스의 축구 선수를 참고하십시오.

## 보드진과 스태프 멤버

### 현 보드진
이사회
- 회장: 프랑크 에이켄
  - 현 보드진 수: 6 – (토니 브륀스 슬로트, 얀 뷔스커롤런, 디크 스호어나커, 세이스 페르포우른, 로날트 피얼로우르, 그리고 마르턴 올던호프)

경영진
- 최고경영자(CEO): 에드빈 판 데르 사르
- 최고 재무관리자(CFO): 메노 겔렌
- 최고 마케팅경영자(CMO): 수잔 렌더링크
- 단장: 마르크 오버르마르스

감사회
- 회장: 린 메이야르트

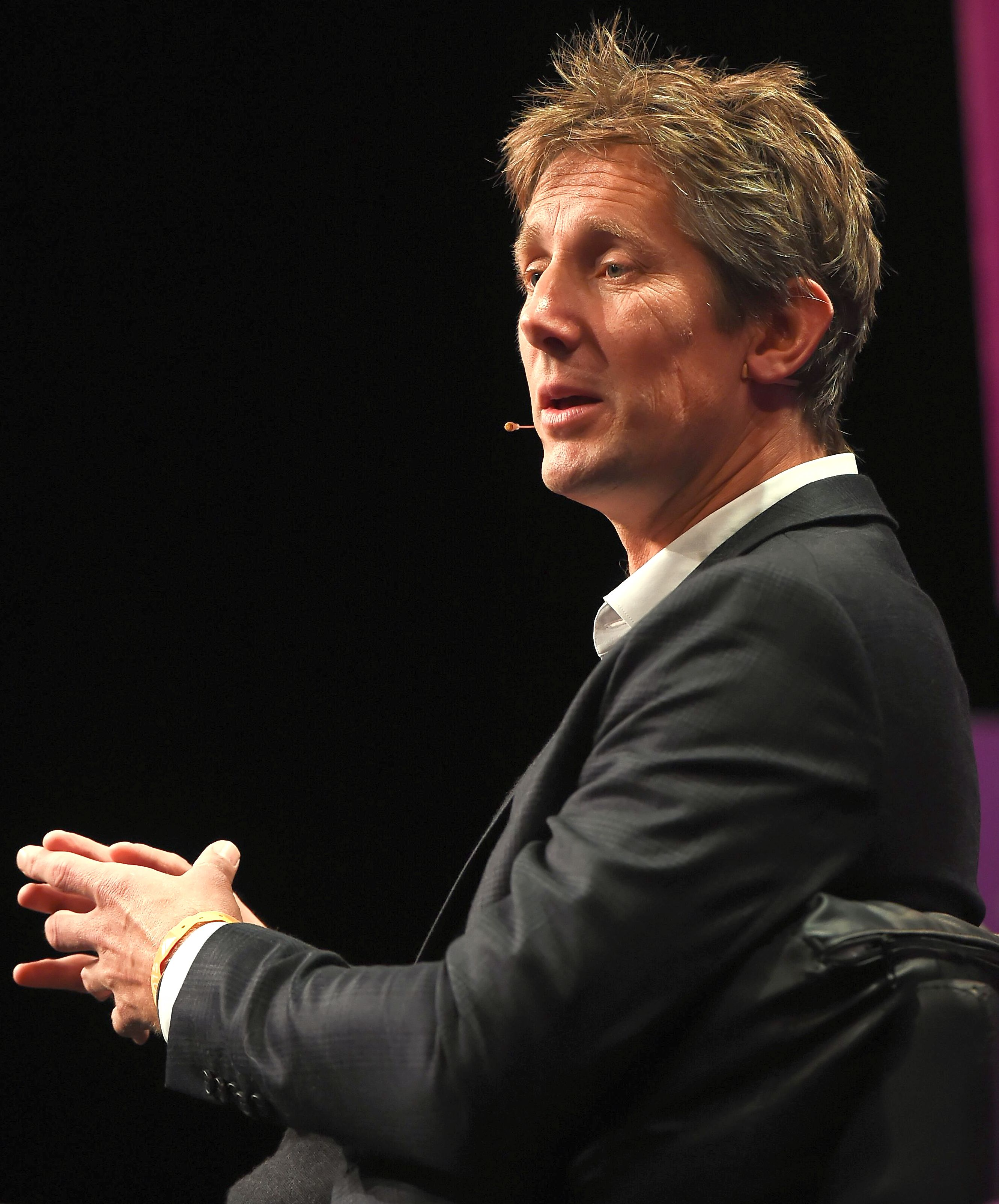
2016년에 에드빈 판 데르 사르는 클럽의 CEO가 되었다.

  - 현 보드진 수: 4 – (테오 판 다위번보더, 레오 판 베이크, 다니 블린트, )

### 현 스태프 멤버
기술 스태프
- 감독: 욘 판 어트 스히프
- 수석 코치: 데니스 베르흐캄프
- 수석 코치: 헤니어 스페이커르만
- 골키퍼 코치: 카를로 르아미

의료 스태프
- 수석 의사: 하빈 벤야피얼트
- 팀 닥터: 바스 페이스
- 팀 닥터: 돈 더 빈터르
- 물리치료사: 랄프 판 데르 호르스트
- 물리치료사: 핌 판 도르트
- 물리치료사: 프랑크 판 더위르선
- 피트니스 코치 / 재활 트레이너: 비외른 레컬호프

동행 스태프
- 팀 매니저: 텨르크 스메이트스
- 선수 관리자: 헤르만 핀크스테르
- 보도 담당: 미얼 브린크하위스

### 역대 아약스 회장 목록
| - 플로리스 스템펄 (1900–08) - 흐리스 홀스트 (1908–10) - 한 다더 (1910–12) - 흐리스 홀스트 (1912–13) - 빌럼 에허만 (1913–25) | - 프란스 스호어파르트 (1925–32) - 마리위스 코올하스 (1932–56) - 빔 폴커르스 (1956–58) - 얀 멜허르스 (1958–64) - 야프 판 프라흐 (1964–78) | - 톤 하름선 (1978–88) - 미하얼 판 프라흐 (1989–03) - 욘 야케 (2003–08) - 우리 코로널 (2008–11) - 헤니어 헨리흐스 (2011–현재) |

### 역대 아약스 감독 목록
| - 잭 커완 (1910–1915) - 잭 레이놀드 (1915–1925) - 해럴드 로즈 (1925–1926) - 스탠리 캐슬 (1926–1928) - 잭 레이놀드 (1928–1940) - 헐페른 빌모스 (1940–1941) - 빔 폴커르스 (1941–1942) - 돌프 판 콜 (1942–1945) - 잭 레이놀드 (1945–1947) - 로버트 스미스 (1947–1948) - 월터 크루크 (1948–1950) - 로버트 톰슨 (1950–1953) - 월터 크룩 (1953–1954) - 칼 후멘베어거 (1954–1959) - 빅 버킹엄 (1959–1961) - 키스 스퍼전 (1961–1962) - 요제프 그루버 (1962–1963) - 잭 롤리 (1963–1964) - 빅 버킹엄 (1964–1965) | - 리뉘스 미헐스 (1965–1971) - 슈테판 코바치 (1971–1973) - 헤오르허 노벌 (1973–1974) - 보비 하름스 (1974) - 한스 크라이 (1974–1975) - 리뉘스 미헐스 (1975–1976) - 토미슬라브 이비치 (1976–1978) - 코르 브롬 (1978–1979) - 레오 베인하커르 (1979–1981) - 쿠어트 린더 (1981–1982) - 아트 더 모스 (1982–1985) - 요한 크라위프 (1985–1988) - 쿠어트 린더 (1988) - 슈피츠 콘, 보비 하름스, 그리고 바리 휠쇼프. (1988–1989, 감독 대행) - 레오 베인하커르 (1989–1991) - 루이스 판 할 (1991–1997) - 모르텐 올센 (1997–1999) - 얀 바우터르스 (1999–2000) - 한스 베스터르호프 (2000, 감독 대행) | - 코 아드리안서 (2000–2001) - 로날트 쿠만 (2001–2005) - 뤼트 크롤 (2005, 감독 대행) - 다니 블린트 (2005–2006) - 헹크 텐 카터 (2006–2007) - 아드리어 코스터르 (2007–2008, 감독 대행) - 마르코 판 바스턴 (2008–2009) - 욘 판 어트 스히프 (2009, 감독 대행) - 마르틴 욜 (2009–2010) - 프랑크 더 부르 (2010–2016) - 페터르 보스 (2016–2017) - 마르셀 카이저 (2017) - 에릭 텐하흐 (2018–2022) - 알프레트 스레더르 (2022–2023) - 욘 헤이팅아 (2023, 감독 대행) - 마위리스 스테인 (2023) - 헷비허스 마뒤로 (2023, 감독 대행) - 욘 판 어트 스히프 (2023–, 감독 대행) |

## 수상

### 공식 (UEFA 및 FIFA 승인)

#### 국내
- 에레디비시(1955-56 시즌까지는 네덜란드 축구 리그 선수권): 36

1917-18, 1918-19, 1930-31, 1931-32, 1933-34, 1936-37, 1938-39, 1946-47, 1956-57, 1959-60, 1965-66, 1966-67, 1967-68, 1969-70, 1971-72, 1972-73, 1976-77, 1978-79, 1979-80, 1981-82, 1982-83, 1984-85, 1989-90, 1993-94, 1994-95, 1995-96, 1997-98, 2001-02, 2003-04, 2010-11, 2011-12, 2012-13, 2013-14, 2018-19, 2020-21, 2021-22
- KNVB컵: 20

1916-17, 1942-43, 1960-61, 1966-67, 1969-70, 1970-71, 1971-72, 1978-79, 1982-83, 1985-86, 1986-87, 1992-93, 1997-98, 1998-99, 2001-02, 2005-06, 2006-07, 2009-10, 2018-19, 2020-21
- 요한 크라위프 스할: 9

1993, 1994, 1995, 2002, 2005, 2006, 2007, 2013, 2019

#### 국제
- 인터콘티넨털컵: 2

1972, 1995

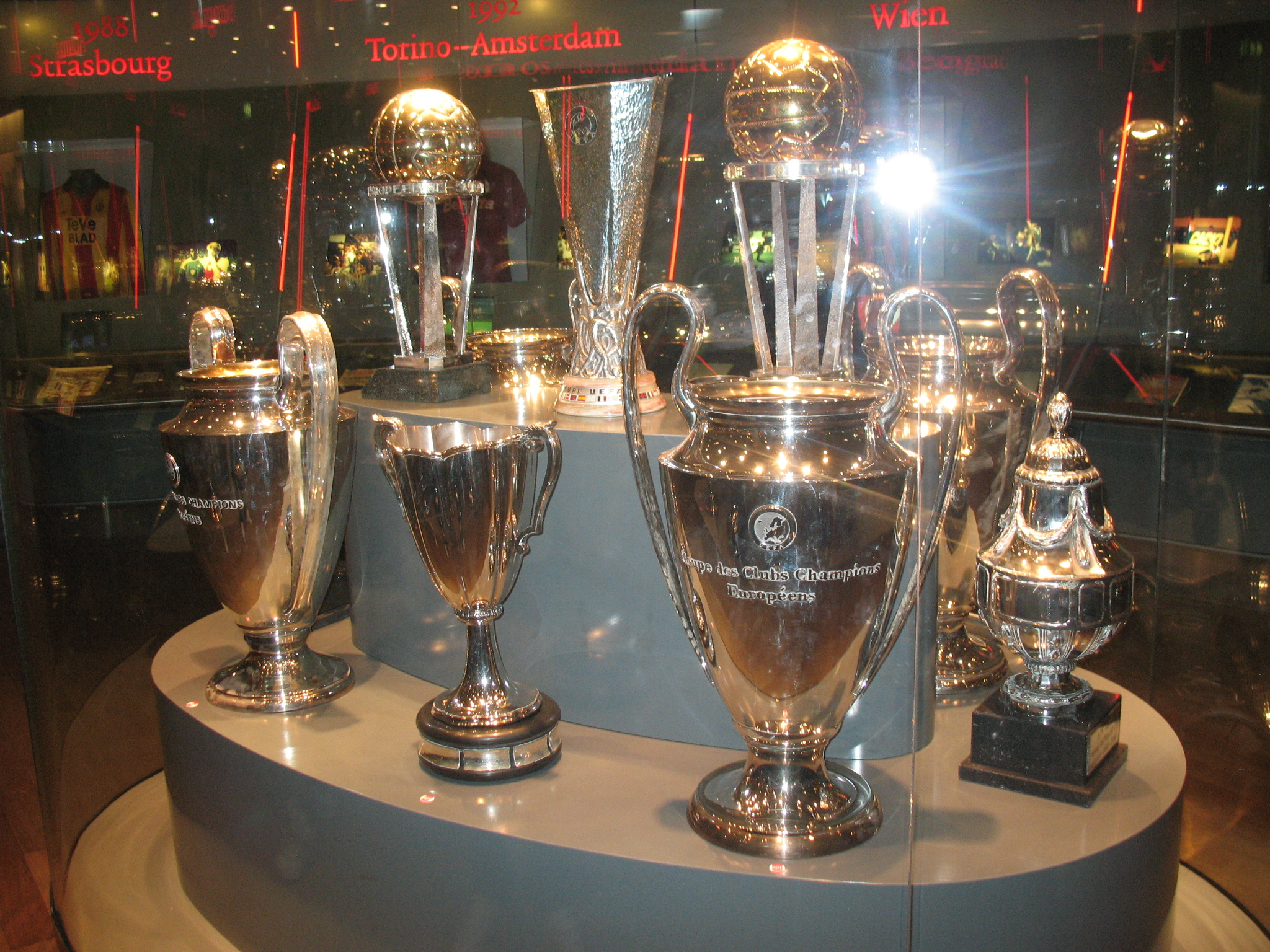
아약스가 획득한 몇 개의 국제 트로피

- 유러피언컵 / UEFA 챔피언스리그:4

1970-71, 1971-72, 1972-73, 1994-95
- UEFA 컵위너스컵:1

1986-87
- UEFA컵:1

1991-92
- UEFA 슈퍼컵: 2

1973, 1995 *(아약스는 1972년에도 이 대회를 우승하였으나, UEFA는 UEFA 슈퍼컵 초대 대회를 1973년에 시행하였고, 그에 따라 1972년 슈퍼컵은 비공식 경기이다. 레인저스를 상대로 하여 슈퍼컵 1972를 우승하였는데, 이는 실제로 '레인저스 100주년 기념 경기.'인데, 이는 레인저스가 UEFA로부터 팬들의 난동으로 1년 징계를 받은 것을 따른 것이다. 이 경기 승리로, 아약스는 이 해에 참가한 모든 대회 (총 5대회)에서 우승을 하였는데, 이 업적은 셀틱이 1967년 (6개의 트로피 획득) 에, 바르셀로나가 2009년 (6개의 트로피 획득) 에 달성한 업적이기도 하다.
- 레인저스 100주년 기념 경기 (1872-1972): 1

1972
- 칼 라판 컵: 1

1962

#### 기타 트로피
- 아약스 암스테르담 부활절 토너먼트: 4

1934, 1949, 1950, 1952
- 암스테르담 700 토너먼트 / 암스테르담 토너먼트: 10

1978, 1980, 1985, 1987, 1991, 1992, 2001, 2002, 2003, 2004
- 블라우브-비트 암스테르담 부활절 토너먼트: 1

1938
- 티얼 토너먼트: 1

1952
- HFC 토너먼트: 1

1973
- 몰런베이크 토너먼트: 1

1983
- 투르누아 드 브뤼셀 뒤 다링 클뤼브: 1

1935
- HCS 포어트발 컵: 1

1990
- 브뤼허스 마틴스 트로피: 2

1994, 1997
- 트로페오 산티아고 베르나베우: 1

1992
- 트로페오 비야 데 베니도름: 1

1995
- 트로페오 콘셉시온 아르세날: 1

1995
- 겨울 알가르브 컵 :1

2003
- 니콜라 체라발로 토너먼트: 1

1992
- 투르누아 인도르 드 파리-베르시: 1

1989
- 판스다이렉트 트로피: 1

2008
- 테드 베이츠 트로피 : 1

2009
- 올림피아코스 피레아스 트로피: 1

1988
- SK 브란 연간 베어겐 토너먼트: 1

1978
- 얄카팔로투르나우스: 1

1993
- 알프레드 베리 컵: 1

2003
- 토탈 컵: 1

2005
- 히피어 폴라르 컵: 1

2010

### 클럽 수상
- 세계 올해의 팀: 1

1995
- 유럽 올해의 팀: 4

1969, 1971, 1972, 1973
- 네덜란드 올해의 스포츠 팀: 5

1968, 1969, 1972, 1987, 1995
- 올해의 스포츠 팀: 1

1990
- 디크 판 레인 트로피: 1

1995
- 암스테르담 올해의 스포츠 팀: 2

2011, 2013
- ING 페어플레이 상: 2

2013, 2014
- 페어플레이 컵: 1

1995
- 세기의 클럽 7위:

20세기
- 프로 축구 50주년 최고의 네덜란드 클럽: 1

2004
- VVCS 올해의 그라운드: 1

2012
- 올해의 축구 유니폼 : 아디다스의 아약스 원정 유니폼

2013–14
- 포포투 최고의 클럽 : 아약스 (1965 – 1973)

2013

## 명예 클럽 멤버
아약스는 총 45명의 명예 클럽 멤버를 가지고 있는데, 클럽의 행정 활동에 공헌한 인물들로부터, 체육 부서에서 훌륭한 활약을 펼친 선수들까지 다양하게 존재한다. 이 45명의 명단 중 38명은 이 명단이 작성되었을 때 이미 타계한 뒤였다. 7명은 현재까지 살아 있는데, 본래 8명이었던 멤버 수는 피트 케이저르가 탈퇴한 후 한명이 줄었다.
| - 우리 코로널 - 요한 크라위프 - 헤니어 헨리흐스 - 아리 판 오스 | - 미하얼 판 프라흐 - 롭 베인 - 스야크 스바르트 |  |  |  |

나머지 38명의 명예 멤버는 별세한 후에 목록에 올랐다:
| - 플로리스 스템펄 - 한 다더 - 크리스 홀스트 - L.W. 판 플리어트 - K.W.F. 판 데르 레이 - 헹크 알로프스 - 프란스 스호어파르트 - 얀 그로우트메이어르 - J. 오위트허위스던 | - 빌럼 에허만 - 얀 스호어파르트 - 마리위스 코울하스 - 요르다뉘스 로우던뷔르흐 - 테오 브로크만 - F.H.W. 더 브라윈 - 얀 더 부르 - 프란스 쿠톤 - A.L. 데스미트 | - 빔 안더리어선 - 빔 폴커르스 - 얀 엘전하 - 로어프 퓐더링크 - 키크 허위더커르 - G. 더 용흐 - 잭 레이놀드 - 페리 뒤커르 - 아리 더 비트 | - W.F.C. 브라위너스타인 - 얀 베스트리크 - 야프 판 프라흐 - 헹크 호르데이크 - M.J.W. 미던도르프 - 리뉘스 미헐스 - 헹크 팀만 - 얀 포타르스트 - 보비 하름스 | - 안드레 크란 - 빌럼 스호어파르트 |

## 국내 성적
아래는 1956년 에레디비시의 출범 이후부터의 아약스의 국내 성적을 나타낸 것이다.
| 1956년부터의 국내 성적 | 1956년부터의 국내 성적 | 1956년부터의 국내 성적                                                | 1956년부터의 국내 성적 | 1956년부터의 국내 성적 |
| 국내 리그              | 리그 결과              | 진출 대회                                                             | KNVB컵 시즌            | 컵 결과                |
| ---------------------- | ---------------------- | --------------------------------------------------------------------- | ---------------------- | ---------------------- |
| 2020-21                | 1st                    | UEFA 챔피언스리그 (본선 조별리그 3위로 탈락) 후 유로파리그 8강전 탈락 | 2020-21                | 우승                   |
| 2019-20                | 1st (수상 없음)        | UEFA 챔피언스리그 (PO)                                                | 2019–20                | 준결승전 진출          |
| 2018-19                | 1st                    | UEFA 챔피언스리그 (본선 조별리그 탈락) 후 UEFA 유로파리그 32강전 탈락 | 2018–19                | 우승                   |
| 2017-18                | 2nd                    | UEFA 챔피언스리그 (준결승전 진출)                                     | 2017–18                | 16강전                 |
| 2016-17                | 2nd                    | UEFA 챔피언스리그 (Q3)                                                | 2016–17                | 3라운드                |
| 2015-16                | 2nd                    | UEFA 챔피언스리그 (PO)                                                | 2015–16                | 3라운드                |
| 2014-15                | 2nd                    | UEFA 챔피언스리그 (Q3)                                                | 2014–15                | 16강 진출              |
| 2013-14                | 1위                    | UEFA 챔피언스리그                                                     | 2013–14                | 준우승                 |
| 2012-13                | 1위                    | UEFA 챔피언스리그                                                     | 2012–13                | 4강                    |
| 2011-12                | 1위                    | UEFA 챔피언스리그                                                     | 2011–12                | 4라운드                |
| 에레디비시 2010-11     | 1위                    | UEFA 챔피언스리그                                                     | 2010–11                | 준우승                 |
| 에레디비시 2009-10     | 2위                    | UEFA 챔피언스리그 (예선 2라운드)                                      | 2009-10                | 우승                   |
| 에레디비시 2008-09     | 3위                    | UEFA 유로파리그 (예선 4라운드)                                        | 2008-09                | 3라운드                |
| 에레디비시 2007-08     | 2위                    | UEFA컵 (CL-플레이오프 패배 후)                                        | 2007-08                | 16강                   |
| 에레디비시 2006-07     | 2위                    | UEFA 챔피언스리그 (예선 3라운드)                                      | 2006-07                | 우승                   |
| 에레디비시 2005-06     | 4위                    | UEFA 챔피언스리그 (예선 3라운드)                                      | 2005-06                | 우승                   |
| 에레디비시 2004-05     | 2위                    | UEFA 챔피언스리그 (예선 3라운드)                                      | 2004-05                | 4강                    |
| 에레디비시 2003-04     | 1위                    | UEFA 챔피언스리그                                                     | 2003-04                | 16강                   |
| 에레디비시 2002-03     | 2위                    | UEFA 챔피언스리그 (예선 3라운드)                                      | 2002-03                | 4강                    |
| 에레디비시 2001-02     | 1위                    | UEFA 챔피언스리그                                                     | 2001-02                | 우승                   |
| 에레디비시 2000-01     | 3위                    | UEFA 챔피언스리그 (예선 3라운드)                                      | 2000-01                | 16강                   |
| 에레디비시 1999-2000   | 5위                    | UEFA컵                                                                | 1999-2000              | 16강                   |
| 에레디비시 1998-99     | 6위                    | UEFA컵                                                                | 1998-99                | 우승                   |
| 에레디비시 1997-98     | 1위                    | UEFA 챔피언스리그                                                     | 1997-98                | 우승                   |
| 에레디비시 1996-97     | 4위                    | UEFA컵                                                                | 1996-97                | 2라운드                |
| 에레디비시 1995-96     | 1위                    | UEFA 챔피언스리그                                                     | 1995-96                | 16강                   |
| 에레디비시 1994-95     | 1위                    | UEFA 챔피언스리그                                                     | 1997-98                | 우승                   |
| 에레디비시 1993-94     | 1위                    | UEFA 챔피언스리그                                                     | 1993-94                | 4강                    |
| 에레디비시 1992-93     | 3위                    | UEFA 컵위너스컵                                                       | 1992-93                | 우승                   |
| 에레디비시 1991-92     | 2위                    | UEFA컵                                                                | 1991-92                | 8강                    |
| 에레디비시 1990-91     | 2위                    | UEFA컵                                                                | 1990-91                | 8강                    |
| 에레디비시 1989-90     | 1위                    | 실격                                                                  | 1989-90                | 4강                    |
| 에레디비시 1988-89     | 2위                    | UEFA컵                                                                | 1988-89                | 8강                    |
| 에레디비시 1987-88     | 2위                    | UEFA컵                                                                | 1987-88                | 2라운드                |
| 에레디비시 1986-87     | 2위                    | UEFA 컵위너스컵                                                       | 1986-87                | 우승                   |
| 에레디비시 1985-86     | 2위                    | UEFA 컵위너스컵                                                       | 1985-86                | 우승                   |
| 에레디비시 1984-85     | 1위                    | 유러피언컵                                                            | 1984-85                | 16강                   |
| 에레디비시 1983-84     | 3위                    | UEFA컵                                                                | 1983-84                | 16강                   |
| 에레디비시 1982-83     | 1위                    | 유러피언컵                                                            | 1982-83                | 우승                   |
| 에레디비시 1981-82     | 1위                    | 유러피언컵                                                            | 1981-82                | 16강                   |
| 에레디비시 1980-81     | 2위                    | UEFA 컵위너스컵                                                       | 1980-81                | 준우승                 |
| 에레디비시 1979-80     | 1위                    | 유러피언컵                                                            | 1979-80                | 준우승                 |
| 에레디비시 1978-79     | 1위                    | 유러피언컵                                                            | 1978-79                | 우승                   |
| 에레디비시 1977-78     | 2위                    | UEFA컵                                                                | 1977-78                | 준우승                 |
| 에레디비시 1976-77     | 1위                    | 유러피언컵                                                            | 1976-77                | 2라운드                |
| 에레디비시 1975-76     | 3위                    | UEFA컵                                                                | 1975-76                | 8강                    |
| 에레디비시 1974-75     | 3위                    | UEFA컵                                                                | 1974-75                | 16강                   |
| 에레디비시 1973-74     | 3위                    | UEFA컵                                                                | 1973-74                | 4강                    |
| 에레디비시 1972-73     | 1위                    | 유러피언컵 (2라운드)                                                  | 1972-73                | 2라운드                |
| 에레디비시 1971-72     | 1위                    | 유러피언컵 (2라운드)                                                  | 1971-72                | 우승                   |
| 에레디비시 1970-71     | 2위                    | 유러피언컵                                                            | 1970-71                | 우승                   |
| 에레디비시 1969-70     | 1위                    | 유러피언컵                                                            | 1969-70                | 우승                   |
| 에레디비시 1968-69     | 2위                    | 인터시티 페어스컵                                                     | 1968-69                | 16강                   |
| 에레디비시 1967-68     | 1위                    | 유러피언컵                                                            | 1967-68                | 준우승                 |
| 에레디비시 1966-67     | 1위                    | 유러피언컵                                                            | 1966-67                | 우승                   |
| 에레디비시 1965-66     | 1위                    | 유러피언컵                                                            | 1965-66                | 8강                    |
| 에레디비시 1964-65     | 13위                   | –                                                                     | 1964-65                | 1라운드                |
| 에레디비시 1963-64     | 5위                    | –                                                                     | 1963-64                | 4강                    |
| 에레디비시 1962-63     | 2위                    | –                                                                     | 1962-63                | 16강                   |
| 에레디비시 1961-62     | 4위                    | –                                                                     | 1961-62                | ?                      |
| 에레디비시 1960-61     | 2위                    | –                                                                     | 1960-61                | 우승                   |
| 에레디비시 1959-60     | 1위                    | 유러피언컵                                                            | 열리지 않음            | 열리지 않음            |
| 에레디비시 1958-59     | 6위                    | –                                                                     | 1958-59                | ?                      |
| 에레디비시 1957-58     | 3위                    | –                                                                     | 1957-58                | ?                      |
| 에레디비시 1956-57     | 1위                    | 유러피언컵                                                            | 1956-57                | ?                      |

## 팀 기록
- 최다 출장: 463 – 스야크 스바르트
- 최다 득점: 273– 피트 판 레이넌
- 한 시즌 최다 득점: 41– 헹크 흐로우트
- 국가대표팀 경기에 출장한 첫 아약스 선수: 네덜란드의 헤라르트 포르트헌스, 1911년
- 국가대표팀에서 득점한 첫 아약스 선수: 네덜란드의 테오 브로크만, 1919년

## 클뤼프 판 100
클뤼프 판 100은 AFC 아약스 소속으로 100번 이상의 경기에 출전한 축구 선수들의 공식 명단이다. 클럽은 현재 이 명단에 150명이 등재되어 있으며, 가장 최근에 명단에 등재된 선수는 데일리 블린트이다. 현재, 최다 리그 출장 기록은 자칭 미스터 아약스 스야크 스바르트가 가지고 있으며, 그는 아약스 1군으로 463경기에 출전하였다. 여기에 스야크 스바르트에 의해 추진된 별도의 팀인 럭키 아약스가 또 존재하며, 이 단체에는 100번 이상의 아약스 암스테르담 1군 공식 경기에 출장하여 클뤼프 판 100에 든 선수인 경우에 내부 추천을 통해서만 가맹될 수 있다.

## 럭키 아약스
럭키 아약스는 스야크 스바르트에 의해 70년대에 추진된 별도의 팀으로, 1년에 최소 한번의 경기를 치르는데, 주로 자선사업이나 전 아약스 선수들의 은퇴 고별 경기를 치른다. 이 팀은 아약스의 클뤼프 판 100 멤버들로 구성되며, 은퇴를 앞두고 마지막 경기를 치를 때, 현 시즌의 아약스 선수단을 상대하도록 한다. 과거 참가 선수로는 바리 휠쇼프, 소니 실로우이, 시몬 타하마타, 로날트 쿠만, 첸 라 링, 헤리어 뮈런, 욘 판트 시프, 브리안 로이, 스탄러이 멘조, 페터르 판 포선, 그리고 프레트 그림 등이 있다. 럭키 아약스의 이름은 말 그대로 "운 좋은 아약스" (Lucky Ajax) 라는 별명에서 유래하는데, 아약스가 행운을 잡거나, 주심의 결정에 의해서거나, 혹은 미스트베트스트레이트 (안개 매치) 에서와 같은 경기에서 우연의 일치로 이겼기 때문이다.

## 등번호 14번
2007-08 시즌을 기점으로, 클럽이 요한 크라위프에 대한 존경의 표시로 영구 결번시키면서, 어느 선수도 아약스의 등번호 14번을 달 수 없게 되었다. 크라위프는 이 경의의 표시에 대해 팀의 최고 선수가 등번호 14번을 착용할 수 있게 해야 한다고 말하면서 웃어넘겼다. 스페인 출신의 미드필더 로헤르는 이 등번호를 착용했던 마지막 선수이다. 마르빈 제이헬라르는 2011-12 프리시즌 한 경기에 이 등번호를 착용했었고, 아라스 외즈빌리즈 또한 2011-12 프리시즌의 다른 한 경기에 착용했었다. 클럽은 이 일이 실수로 일어난 일이 아니라고 해명하였다.
다음은 요한 크라위프 이후로 등번호 14번을 착용했던 선수들의 목록이다.
| - 버르거 졸탄 – 1973-74 시즌 - 얀 뮐더르 – 1974-75 시즌 - 헤이르트 메이어르 – 1975-76 시즌 - 프랑크 아르네센 – 1976-77 시즌, 1977-78 시즌 - 첸 라 링 – 1978-79 시즌 - 카럴 본싱크 – 1979-80 시즌 - 프랑크 레이카르트 – 1980-81 시즌 (불확실) - 소니 실로우이 – 1981-82 시즌 - 마르코 판 바스턴 – 1982-83 시즌 1983년부터 1997년까지 선수들은 고정 등번호로 이 번호를 받지 않았다. | - 다니 – 1997-98 시즌, 1998-99 시즌 - 마르테인 레위서르 – 1999-00 시즌 - 브루틸 호세 – 2000-01 시즌 - 쇼타 아르벨라제 – 2001-02 시즌 - 얀 판 할스트 – 2002-03 시즌 - 옐러 판 담머 – 2003-04 시즌 - 토마스 페르말런 – 2004-05 시즌 - 마스웨우 – 2005-06 시즌 - 로헤르 – 2006-07 시즌 |

## 주최하는 팀 대회

### 암스테르담 토너먼트
이 토너먼트는 암스테르담 700 토너먼트라는 이름으로 도시의 700주년을 기념하기 위해 1975년에 출범하였다. 이 토너먼트는 아약스 주관 하에 초창기 대회명으로 1992년까지 여름마다 개최되었다. 이후 이 대회는 1999년에 국제 행사 파트너쉽 (IEP)의 도움으로 재개되었다. 4팀이 이 대회에 참가하며, 1986부터 리그 형식으로 진행되었다. 대회 재개 후, 대회는 드물게 사용되는 승점 점수제를 도입하였다. 대부분의 리그에서 1승당 3점, 1무당 1점, 패에는 승점이 없다. 그러나, 이 대회에서는 1득점당 승점 1점이 추가된다. 이 제도는 공격적인 플레이스타일을 가진 팀이 더 많은 보상을 받을 수 있도록 도입되었다. 각 참가팀들은 2경기를 치르며, 리그에서 1위를 차지할 경우, 그 팀이 우승을 차지한다. 기존의 대회는 1934년부터 1996년까지 아약스의 홈구장이었던 더 미르에서 열렸다. 대회 재개 후부터 2009년 마지막 대회까지 이 대회는 암스테르담 아레나에서 열렸다. 아약스는 10번을 우승하여 이 대회에서 가장 많은 우승을 차지하였고, 2009년에 마지막 대회를 우승한 클럽은 포르투갈의 벤피카였다.

### 코파 암스테르담
2005년에 출범하였으며, 코파 암스테르담은 U-19 유소년 팀들 간의 친선 축구 토너먼트로, 아약스와 암스테르담 시의회에 의해 조직되었고, 연간 행사인 암스테르담 스포츠 주말의 일부로 올림픽 경기장에서 열리며, 암스테르담 시의 '스포츠와 레크레이션'의 발전 촉진을 목적으로 전 시민의 후원을 받고 있다. 매해 여름마다 암스테르담 시와 아약스는 다수 대형 클럽들의 U-19팀 선수들을 초대하였고, 9회 대회는 2013년에 열렸다. 이 대회에 출전한 유소년 팀으로는 바르셀로나, 유벤투스, 첼시, 그리고 레알 마드리드 등이 있었다. 이 대회에서 가장 성공적인 클럽은 브라질의 크루제이루로, 이 대회에서 3차례 우승을 차지하였고, 현재 우승팀은 남아프리카 공화국의 아약스 케이프타운이다.

### 퓨처컵
2010년에 AEGON 퓨처컵으로 출범한 이 국제 친선 대회는 U-17 유소년 팀이 참가하는 대회로, AFC 아약스와 팀의 주 스폰서이자 보험 회사인 AEGON이 주최하고 있다. 이 대회는 암스테르담 아레나와 팀의 훈련 구장인 스포르트파크 더 토어콤스트에서 열리는데, 더 토어콤스트 (De Toekomst)는 네덜란드어로 미래를 뜻하는 말이기 때문에, 훈련 구장으로부터 대회명을 영감받았다고 할 수 있다. 매년 부활절 주말마다, 6기의 U-17팀이 이 대회를 참가하기 위해 초대를 받는데, 대회 우승팀은 브라질의 "크라케스 몬지라우 AEGON 퓨처컵"에 참가할 자격이 주어지는데, 이 대회는 남아메리카에서 열리는 자매 대회이다. 맨체스터 유나이티드, 바이에른 뮌헨, 밀란, 그리고 기타 등등의 다수 빅 클럽의 유소년 팀들이 이 대회에 참가했었다. 아약스는 총 3회의 우승을 거두어 이 대회에서 가장 성공적인 클럽이며, 최근에 결승전에서 리버풀을 꺾고 우승했었다.

## 같이 보기
타 팀
- 용 아약스 (리저브 팀)
- AFC 아약스 (아마추어 팀)
- AFC 아약스 프라우언
- 아약스 케이프타운

해체된 팀
- 아약스 HVA (1922–1972)
- 아약스 올랜도 프로스펙츠 (2002–2007)

경기장
- 헤트 하우턴 스타디온 (1911–1934)
- 더 미르 스타디온 (1934–1996)
- 암스테르담 올림픽 스타디움 (1934–1996)
- 요한 크라위프 아레나 (1996–현재)
- 스포르트파크 더 토어콤스트 (1996–현재)

언론
- 1900 (잡지)
- 아약스 라이프
- 아약스 매거진
- 아약스 TV
- 아약스-뉴스

박물관
- 아약스 익스피리언스
- 아약스의 세계

기타
- AFC 아약스 NV
- 아약스 유소년 아카데미
- 아약스 엘라스 유소년 아카데미
- 빅3 (아약스, 페예노르트, 그리고 PSV)
- 더 클라시커르 (아약스 vs 페예노르트)
- 토털 풋볼
- 네덜란드의 축구팀 목록

## 참고 문헌
- (네덜란드어) David Endt, De godenzonen van Ajax, Rap, Amsterdam, 1993, ISBN 90-6005-463-6
- (네덜란드어) Jan Baltus Kok, Naar Ajax. Mobiliteitspatronen van bezoekers bij vier thuiswedstrijden van Ajax, University of Amsterdam, Amsterdam, 1992, ISSN 0922-5625
- Simon Kuper, Ajax, The Dutch, The War. Football in Europe during the Second World War, Orion Books, London (Translation of: Ajax, de Joden en Nederland ("Ajax, the Jews, The Netherlands)",[134] 2003, ISBN 0-7528-4274-9
- (네덜란드어) Evert Vermeer, 95 jaar Ajax. 1900–1995, Luitingh-Sijthoff, Amsterdam, 1996, ISBN 90-245-2364-8